# Список дипломатических и консульских представительств в Германии

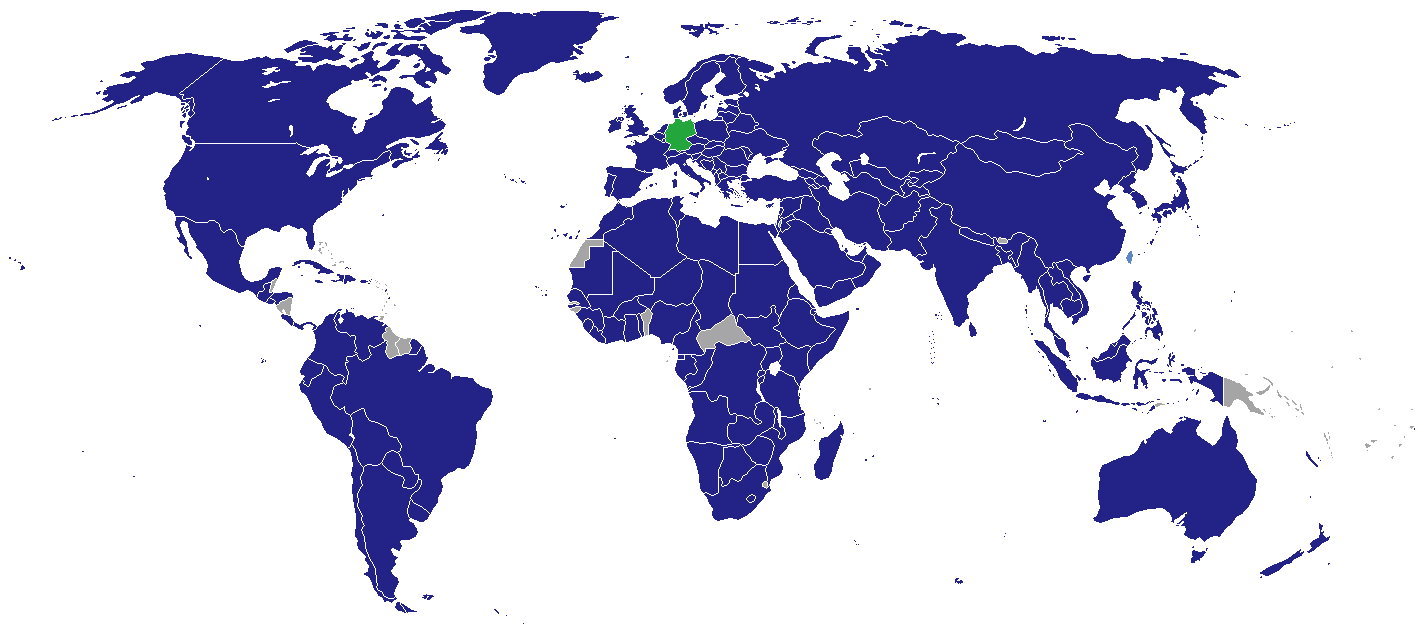
Дипломатические миссии иностранных государств в Германии.

Ниже приведён список дипломатических миссий в Германии. Федеративная Республика Германия имеет дипломатические отношения со 195 странами мира, 193 из которых являются членами ООН (другими двумя являются Ватикан и Косово). На данный момент 159 государств имеют посольства в Германии, некоторые из которых также имеют другие дипломатические и консульские учреждения. К государствам, которые не имеют посольства в Германии, в основном принадлежат микрогосударства Океании. Кроме того, некоторые страны имеют послов в столицах других европейских государств, которые являются аккредитованными в Германии. Германия не имеет дипломатических отношений, но имеет официальные отношения с Республикой Китай (Тайвань) и Палестинским государством.

## Посольства
В настоящий момент посольства всех стран расположены в Берлине.

### Европа
- Австрия
- Азербайджан
- Албания
- Бельгия
- Беларусь
- Болгария
- Босния и Герцеговина
- Ватикан (Апостольская нунция)
- Великобритания
- Армения
- Греция
- Грузия
- Дания
- Эстония
- Ирландия
- Исландия
- Испания
- Италия
- Кипр
- Республика Косово
- Латвия
- Литва
- Лихтенштейн
- Люксембург
- Мальта
- Молдова
- Монако
- Нидерланды
- Норвегия
- Польша
- Португалия
- Северная Македония
- Россия
- Румыния
- Сербия
- Словакия
- Словения
- Турция
- Венгрия
- Украина
- Финляндия
- Франция
- Хорватия
- Чехия
- Черногория
- Швейцария
- Швеция

### Азия
- Афганистан
- Бангладеш
- Бахрейн
- Бруней
- Вьетнам
- Йемен
- Израиль
- Индия
- Индонезия
- Ирак
- Иран
- Иордания
- Казахстан
- Камбоджа
- Катар
- Кыргызстан
- Китай
- Кувейт
- Лаос
- Ливан
- Малайзия
- Мальдивы
- Монголия
- Мьянма
- Непал
- ОАЭ
- Оман
- Пакистан
- Республика Корея
- КНДР
- Саудовская Аравия
- Сирия
- Сингапур
- Таджикистан
- Таиланд
- Туркменистан
- Узбекистан
- Филиппины
- Шри-Ланка
- Япония

### Северная Америка
- Гаити
- Гватемала
- Гондурас
- Гренада
- Доминиканская Республика
- Канада
- Коста-Рика
- Куба
- Мексика
- Никарагуа
- Панама
- Сальвадор
- США
- Ямайка

### Южная Америка
- Аргентина
- Боливия
- Бразилия
- Венесуэла
- Эквадор
- Колумбия
- Парагвай
- Перу
- Уругвай
- Чили

### Африка
- Алжир
- Ангола
- Бенин
- Ботсвана
- Буркина-Фасо
- Бурунди
- Габон
- Гамбия
- Гана
- Гвинея
- Гвинея-Бисау
- ДР Конго
- Джибути
- Экваториальная Гвинея
- Эритрея
- Эфиопия
- Египет
- Замбия
- Зимбабве
- Кабо-Верде
- Камерун
- Кения
- Кот-д’Ивуар
- Лесото
- Либерия
- Ливия
- Маврикий
- Мавритания
- Мадагаскар
- Малави
- Мали
- Марокко
- Мозамбик
- Намибия
- Нигер
- Нигерия
- ЮАР
- Южный Судан
- Республика Конго
- Руанда
- Сенегал
- Сомали
- Судан
- Сьерра-Леоне
- Танзания
- Того
- Тунис
- Уганда
- Чад

### Австралия и Океания
- Австралия
- Новая Зеландия

## Отделения посольств
После переноса столицы Германии из Бонна в Берлин в 1999 году посольства государств мира, которые располагались в Бонне, тоже начали постепенно переезжать в Берлин. Первым переехало посольство Македонии в 1997 году, а последним — посольство Конго в 2010 году. Сейчас все посольства находятся в Берлине, но некоторые государства оставили отделы посольств в Бонне в помещениях, где раньше располагались посольства. 
- Казахстан
- Катар
- Китай
- Кыргызстан
- Куба
- Ливия (Отдел здравоохранения)
- Северная Македония
- ОАЭ
- Республика Корея
- США (Отдел оборонного сотрудничества)

## Генеральные консульства
Городами с наибольшим количеством консульств являются Гамбург, Франкфурт-на-Майне и Мюнхен, обслуживающих север, запад и юг Германии соответственно. Через европейскую интеграцию в 2008—2013 годах несколько консульств стран-членов Европейского Союза было закрыто. Сейчас больше всего консульств в Германии имеет Турция, а именно в 13 городах (Берлин, Гамбург, Ганновер, Дюссельдорф, Эссен, Карлсруэ, Кельн, Майнц, Мюнстер, Мюнхен, Нюрнберг, Франкфурт-на-Майне, Штутгарт).

### Франкфурт-на-Майне
- Австралия
- Алжир
- Ангола
- Аргентина
- Босния и Герцеговина
- Бразилия
- Венесуэла
- Вьетнам
- Греция
- Доминиканская Республика
- Эритрея
- Египет
- Индия
- Индонезия
- Ирак
- Иран
- Испания
- Италия
- Казахстан
- Кыргызстан
- Китай
- Колумбия
- Республика Косово (консульство)
- Кувейт
- Малайзия
- Марокко
- Мексика
- Молдова
- Нидерланды
- Пакистан
- Республика Корея
- Португалия
- Россия
- Сербия
- США
- Таиланд
- Турция
- Туркменистан
- Узбекистан
- Украина
- Франция
- Хорватия
- Чили
- Черногория
- Швейцария
- Шри-Ланка
- Япония

### Мюнхен
- Беларусь
- Болгария
- Босния и Герцеговина
- Бразилия
- Великобритания
- Греция
- Дания (консульство)
- Израиль
- Индия
- Испания
- Италия
- Казахстан (консульство)
- Канада (консульство)
- Китай
- Нидерланды
- ОАЭ
- ЮАР
- Перу
- Польша
- Северная Македония
- Россия
- Румыния
- Сербия
- Словакия
- Словения
- США
- Тунис
- Турция
- Венгрия
- Украина
- Франция
- Хорватия
- Чехия
- Чили
- Швейцария
- Япония

### Гамбург
- Аргентина
- Венесуэла
- Греция
- Дания
- Доминиканская Республика
- Эквадор
- Египет
- Индия
- Индонезия
- Иран
- Испания
- Кипр
- Китай
- Новая Зеландия
- Панама
- Перу
- Республика Корея
- Польша
- Португалия
- Россия
- Сербия
- США
- Тунис
- Турция
- Украина
- Уругвай
- Филиппины
- Франция
- Хорватия
- Чили
- Швеция
- Япония

### Дюссельдорф
- Великобритания
- Греция
- Испания
- Канада (консульство)
- Марокко
- Нидерланды
- Португалия
- Сербия
- США
- Турция
- Украина
- Франция
- Хорватия
- Чехия
- Япония

### Штутгарт
- Босния и Герцеговина
- Греция
- Италия
- Испания
- Канада (консульство)
- Республика Косово (консульство)
- Португалия
- Сербия
- Турция
- Франция
- Хорватия
- Швейцария

### Другие города
- Бонн
  -  Аргентина (консульство)
  -  Афганистан
  -  Россия
  -  Румыния
  -  Тунис
- Кельн
  -  Италия
  -  Польша
  -  Турция
- Ганновер
  -  Италия
  -  Турция
- Лейпциг
  -  Россия
  -  США
- Берлин
  -  Турция
- Бремен
  -  США (консульство)
- Дортмунд
  -  Италия (консульство)
- Дрезден
  -  Чехия
- Эссен
  -  Турция
- Карлсруе
  -  Турция
- Майнц
  -  Турция
- Мюнстер
  -  Турция
- Нюрнберг
  -  Турция
- Оффенбах-ам-Майн
  -  Перу
- Саарбрюккен
  -  Франция
- Фленсбург
  -  Дания
- Фрайбург
  -  Италия (консульство)

## Представительства международных организаций

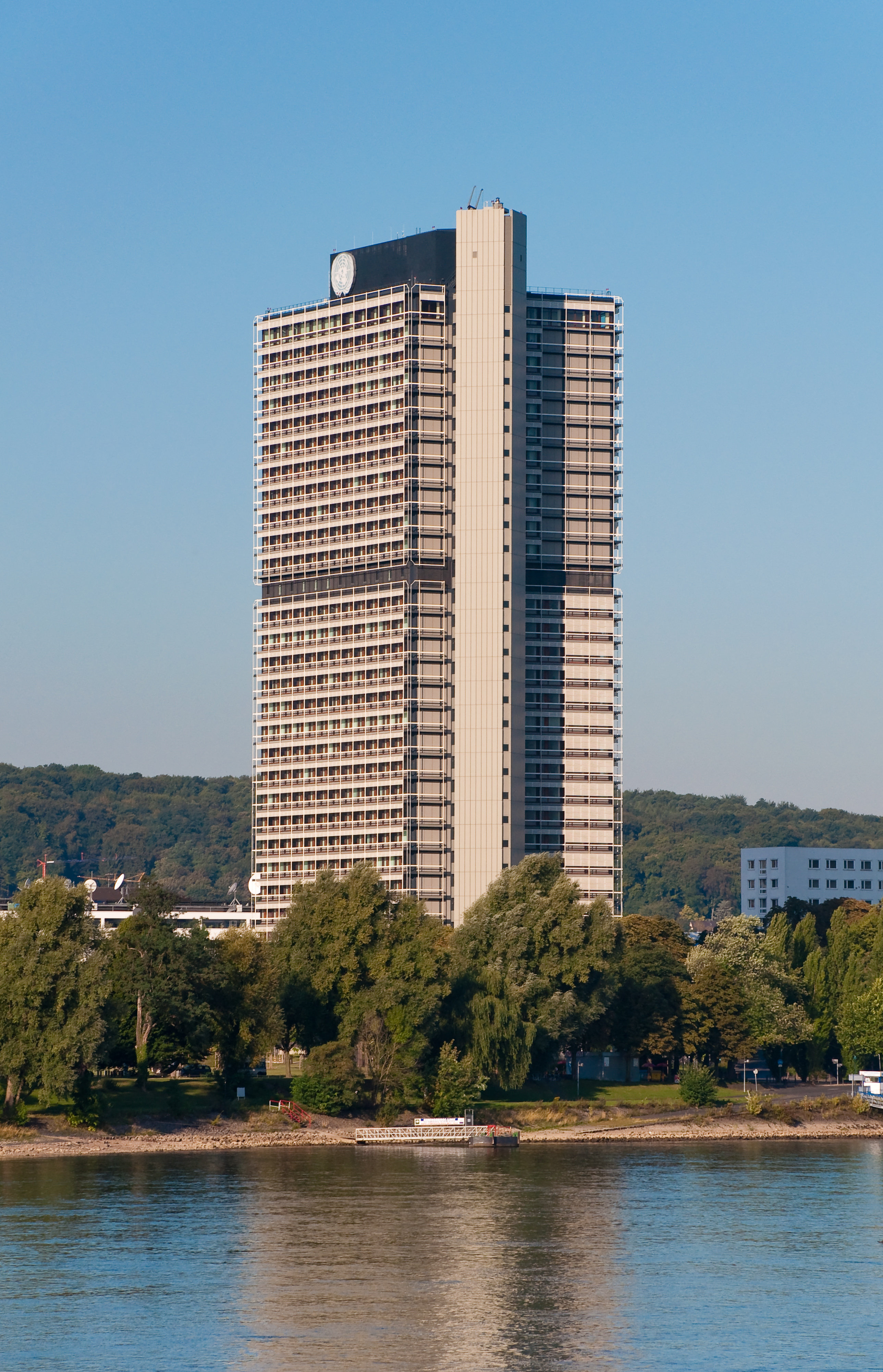
Здание ООН в Бонне.

- Европейский союз — Представительство Европейской Комиссии (Берлин)
- Европейский союз — Представительство Европейской Комиссии (Бонн)
- Европейский союз — Представительство Европейской Комиссии (Мюнхен)
- ООН — Бюро по связям (Бонн)
- Организация экономического сотрудничества и развития — представительство (Берлин)
- Мальтийский орден — представительство (Берлин)

## Недипломатичные представительства государств
- Гонконг — экономически торговое бюро (Берлин)
- Государство Палестина — представительство (Берлин)
- Китайская Республика — представительство (Берлин)
- Китайская Республика — представительство (Гамбург)
- Китайская Республика — представительство (Мюнхен)
- Китайская Республика — представительство (Франкфурт-на-Майне)
- Китайская Республика — научный отдел представительства (Бонн)

## Аккредитованные послы

### Брюссель
- Андорра
- Барбадос
- Белиз
- Бутан
- Вануату
- Гамбия
- Гайана
- Доминика
- Папуа — Новая Гвинея
- Самоа
- Сан-Марино
- Сан-Томе и Принсипи
- Эсватини
- Сейшельские Острова
- Соломоновы Острова
- Тувалу

### Лондон
- Антигуа и Барбуда
- Багамские Острова
- Науру
- Сент-Винсент и Гренадины
- Сент-Китс и Невис
- Сент-Люсия
- Тонга
- Тринидад и Тобаго
- Фиджи

### Другие города
- Париж
  -  Коморы
  -  ЦАР
- Вашингтон
  -  Микронезия
  -  Палау
- Гаага
  -  Суринам
- Нью-Йорк
  -  Маршалловы Острова

## Галерея

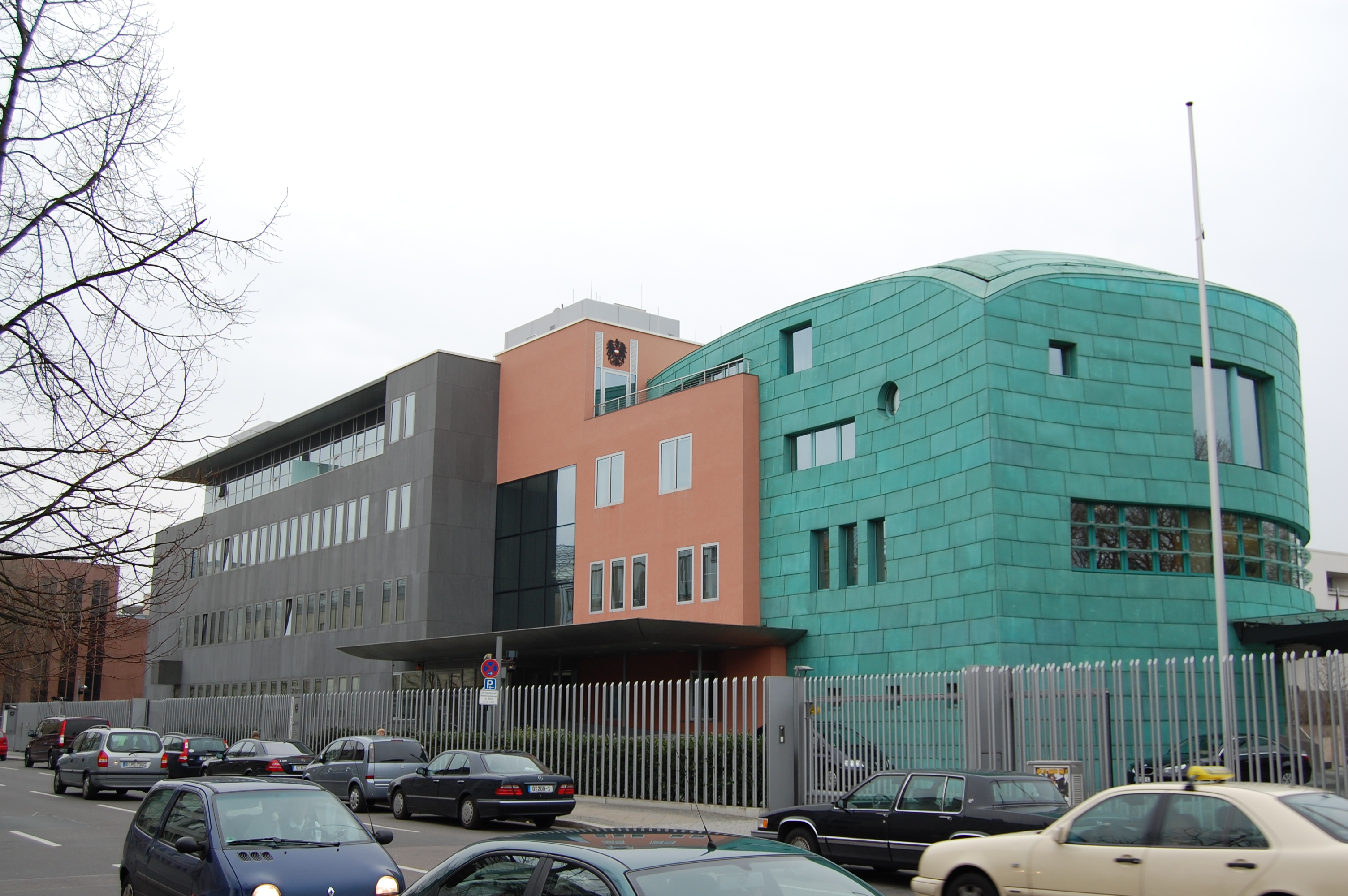
Посольство Австрии
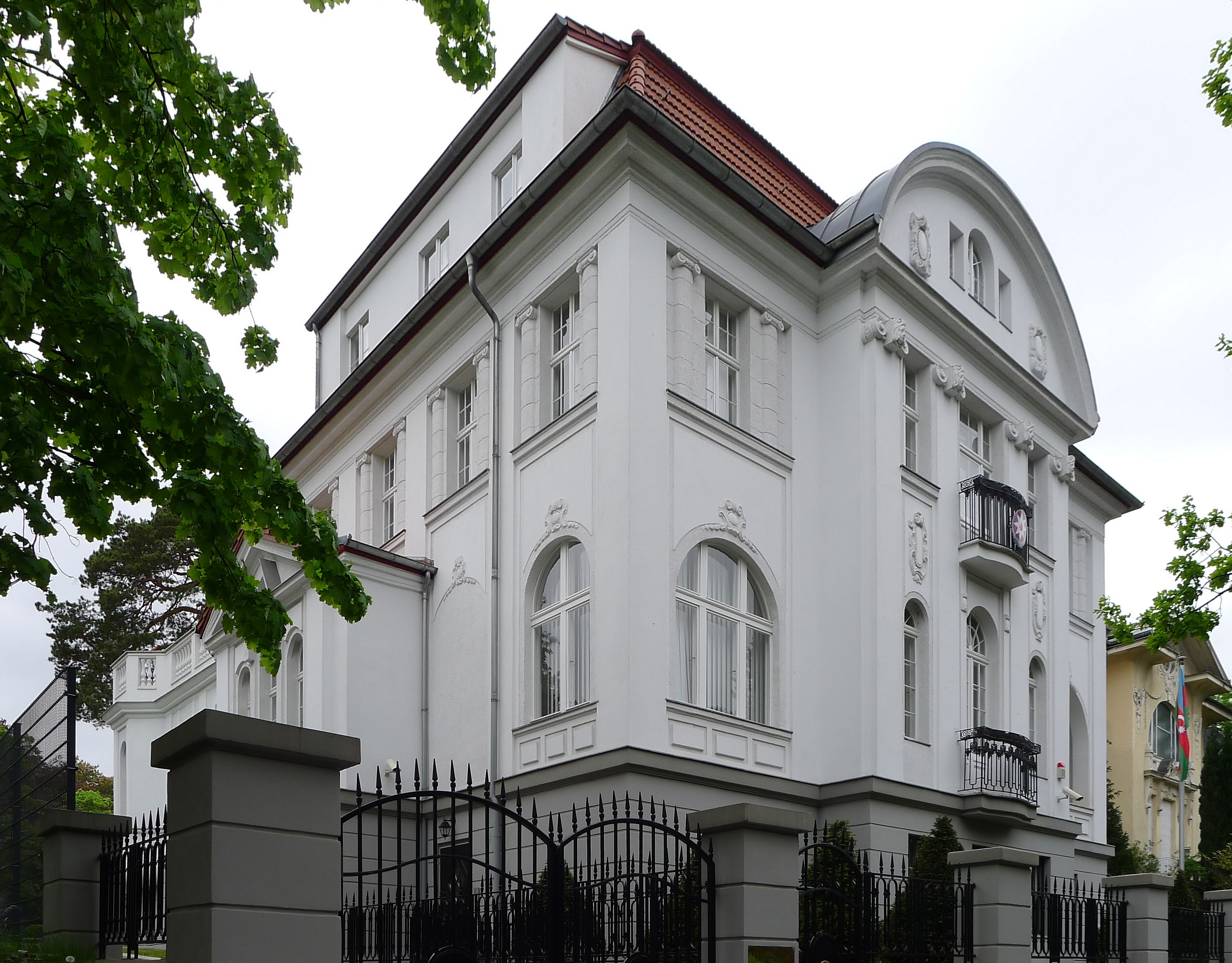
Посольство Азербайджана
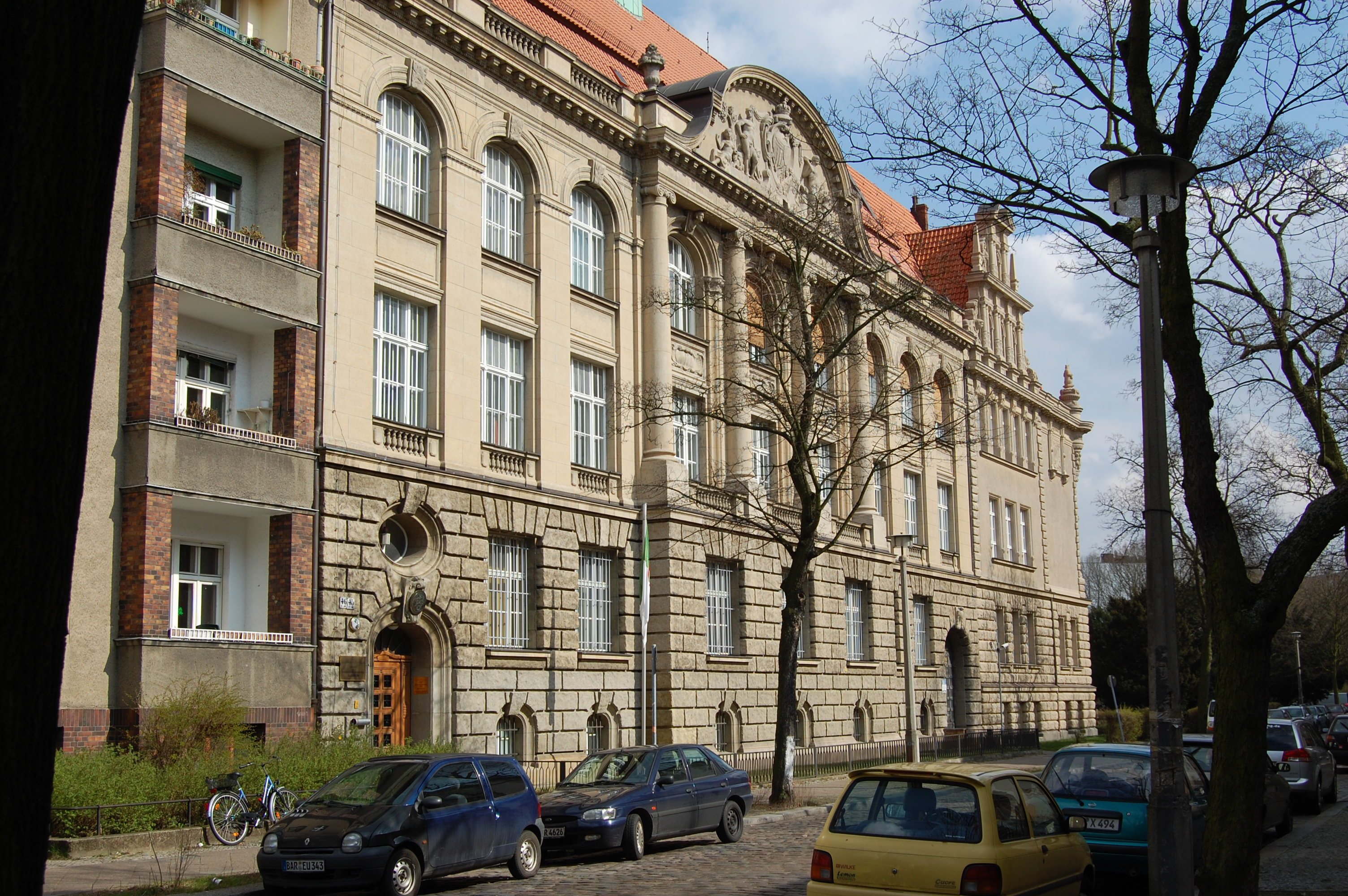
Посольство Алжира
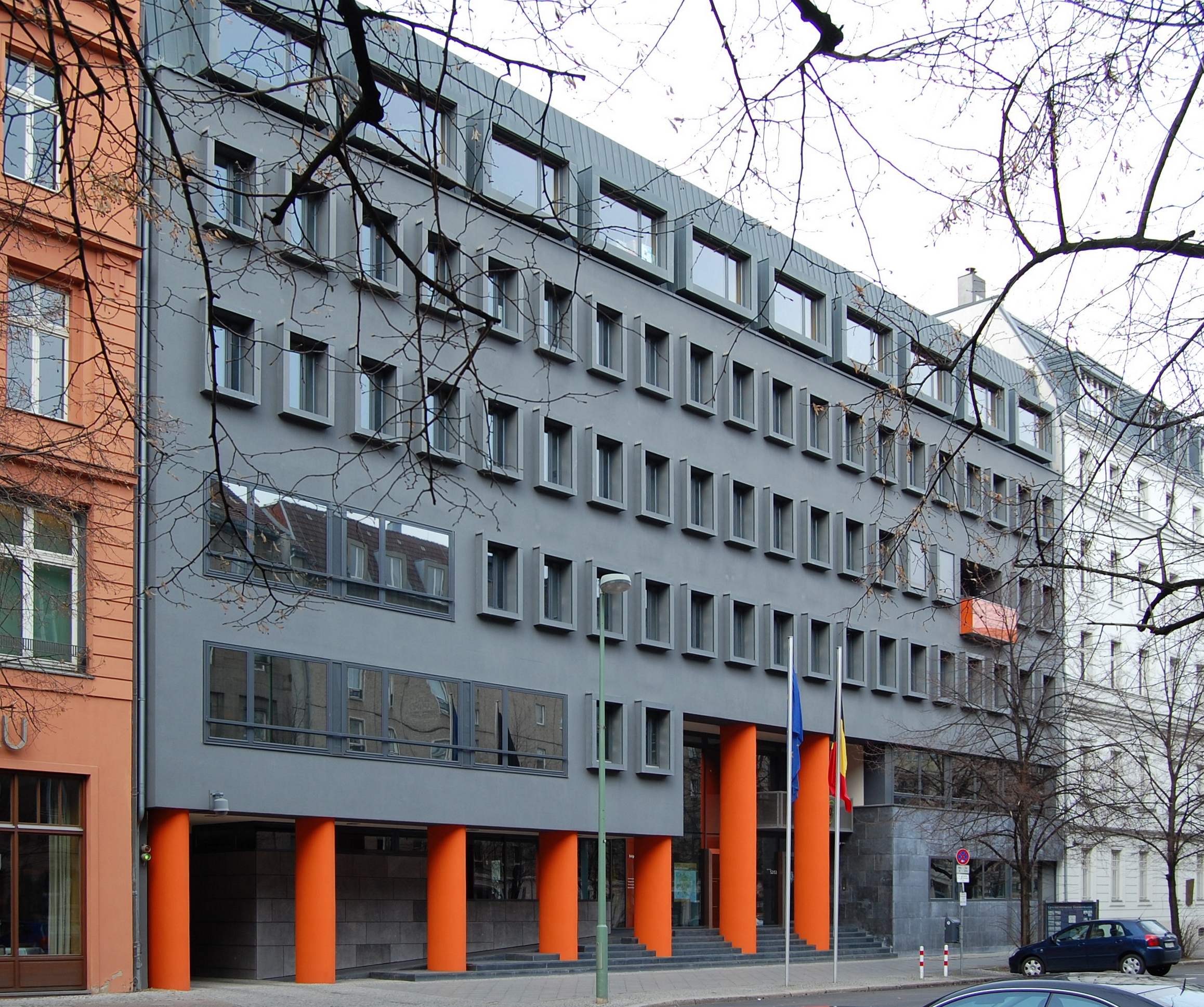
Посольство Бельгии
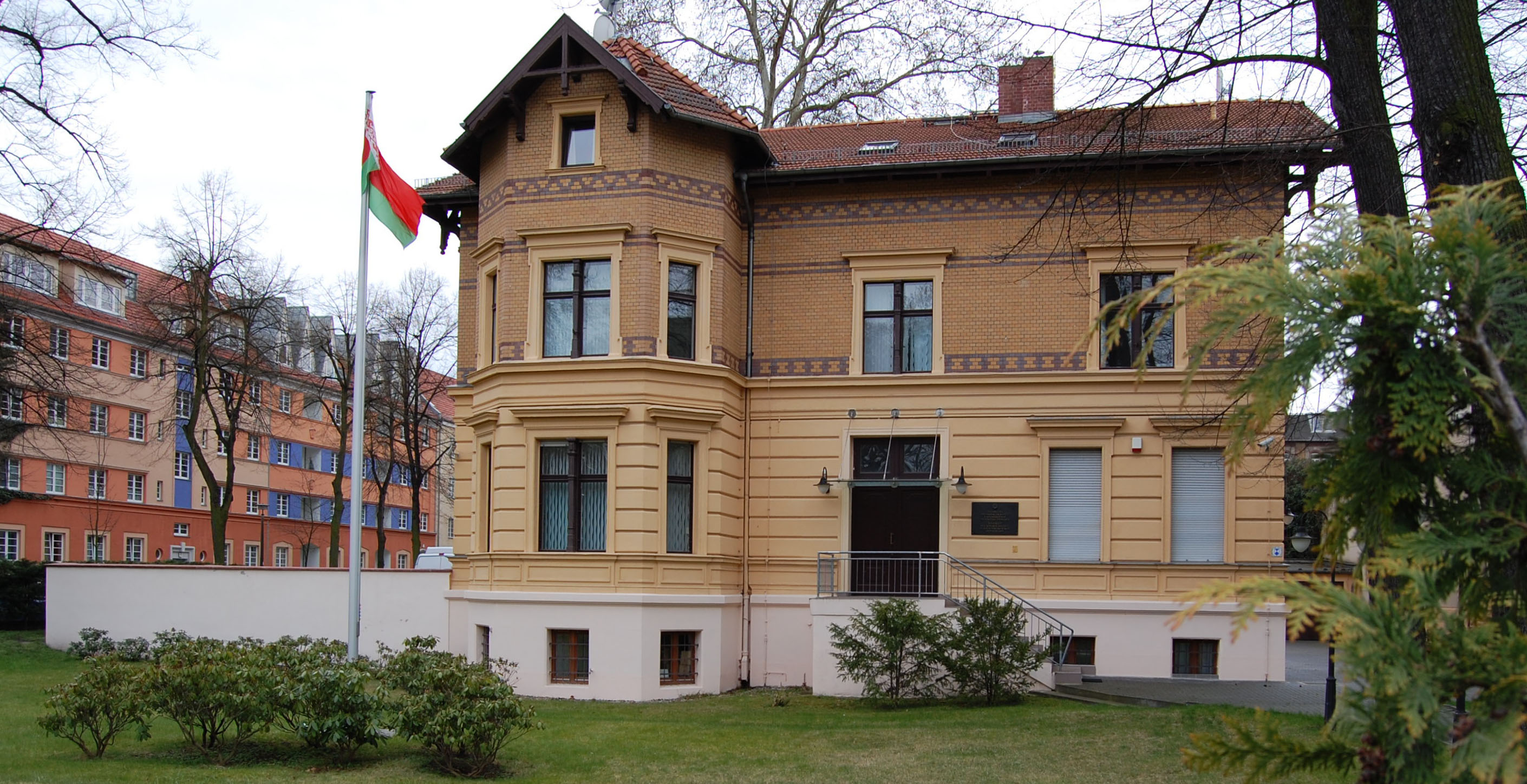
Посольство Белоруссии
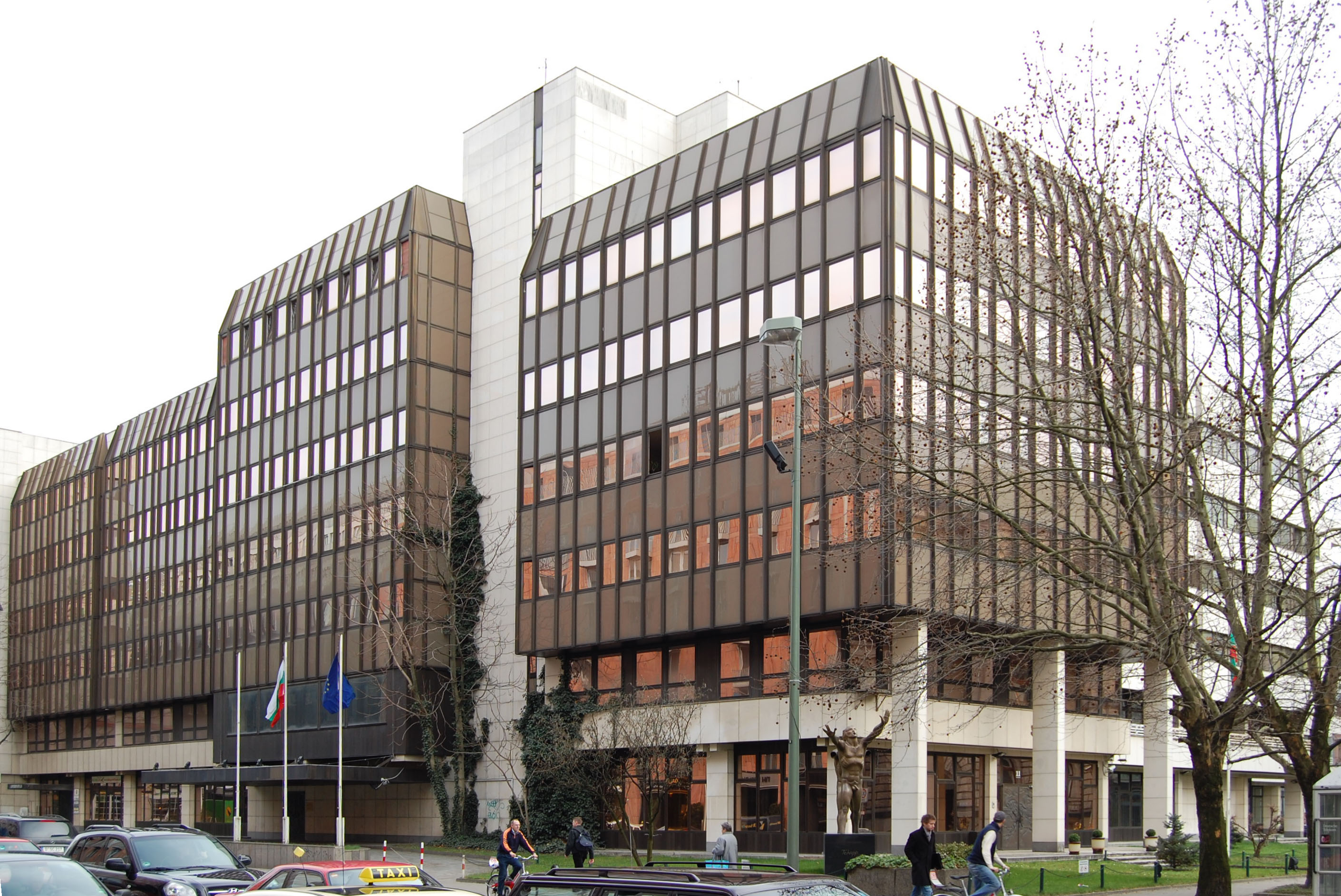
Посольство Болгарии
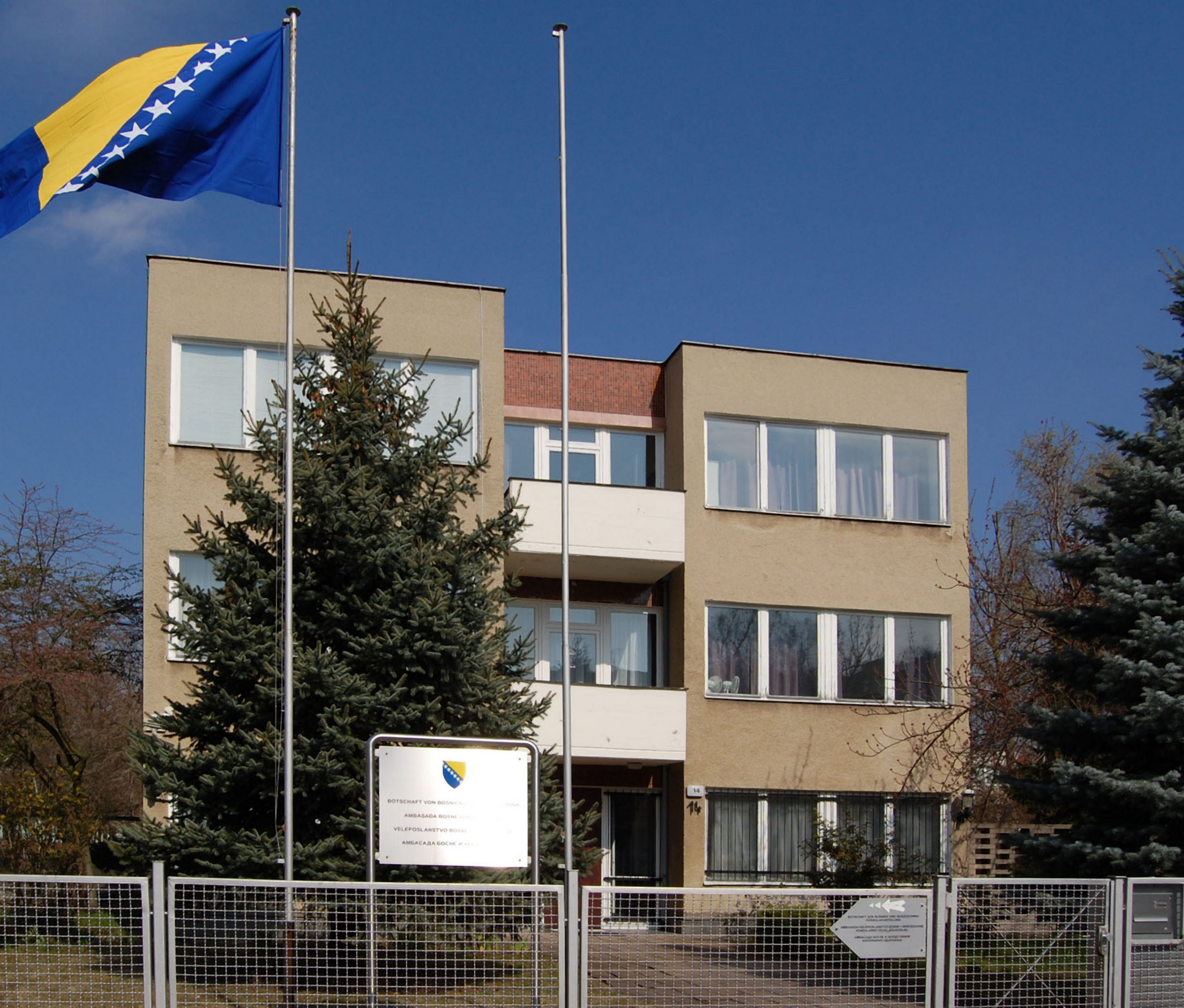
Посольство Боснии и Герцеговины
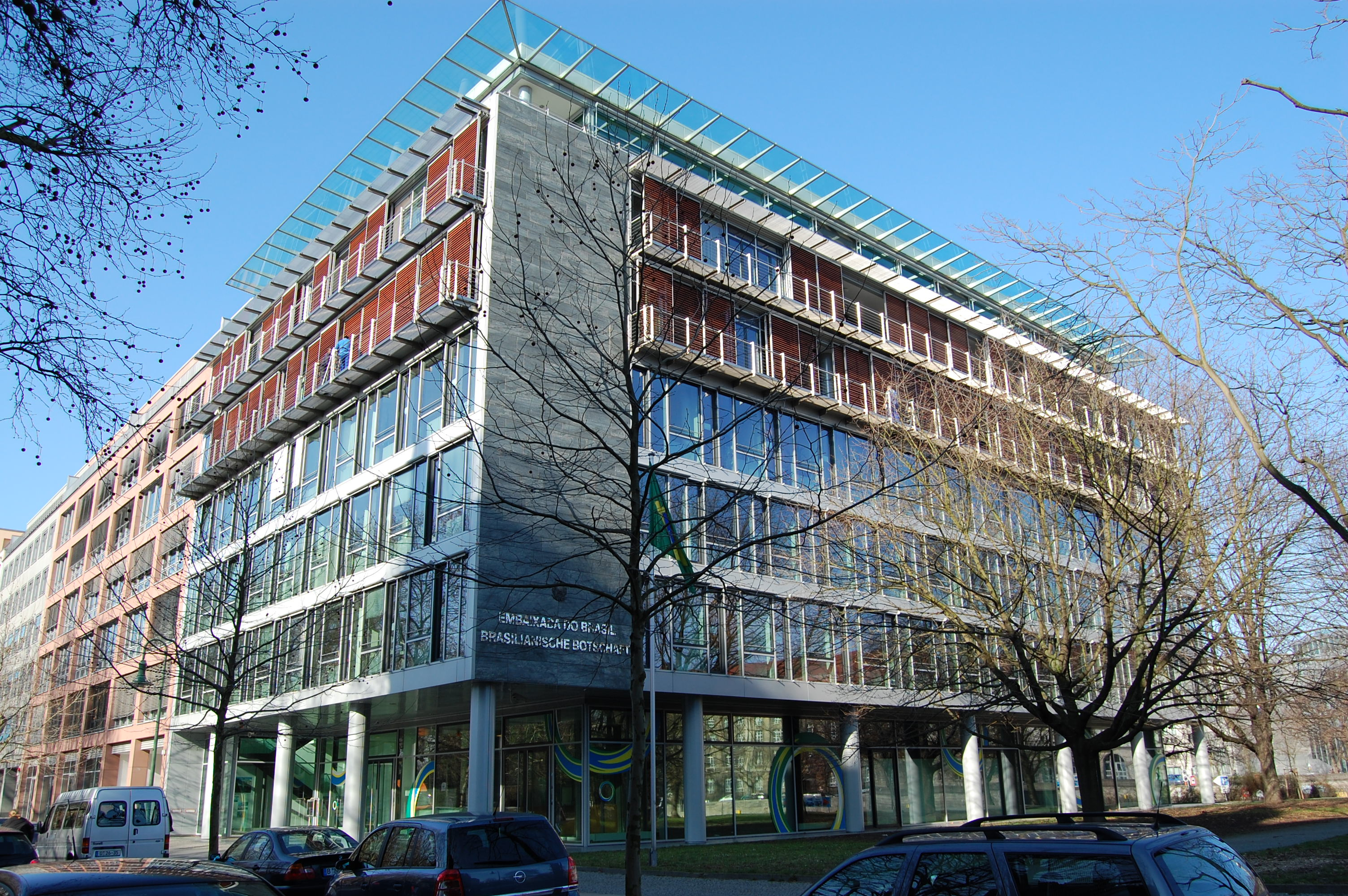
Посольство Бразилии
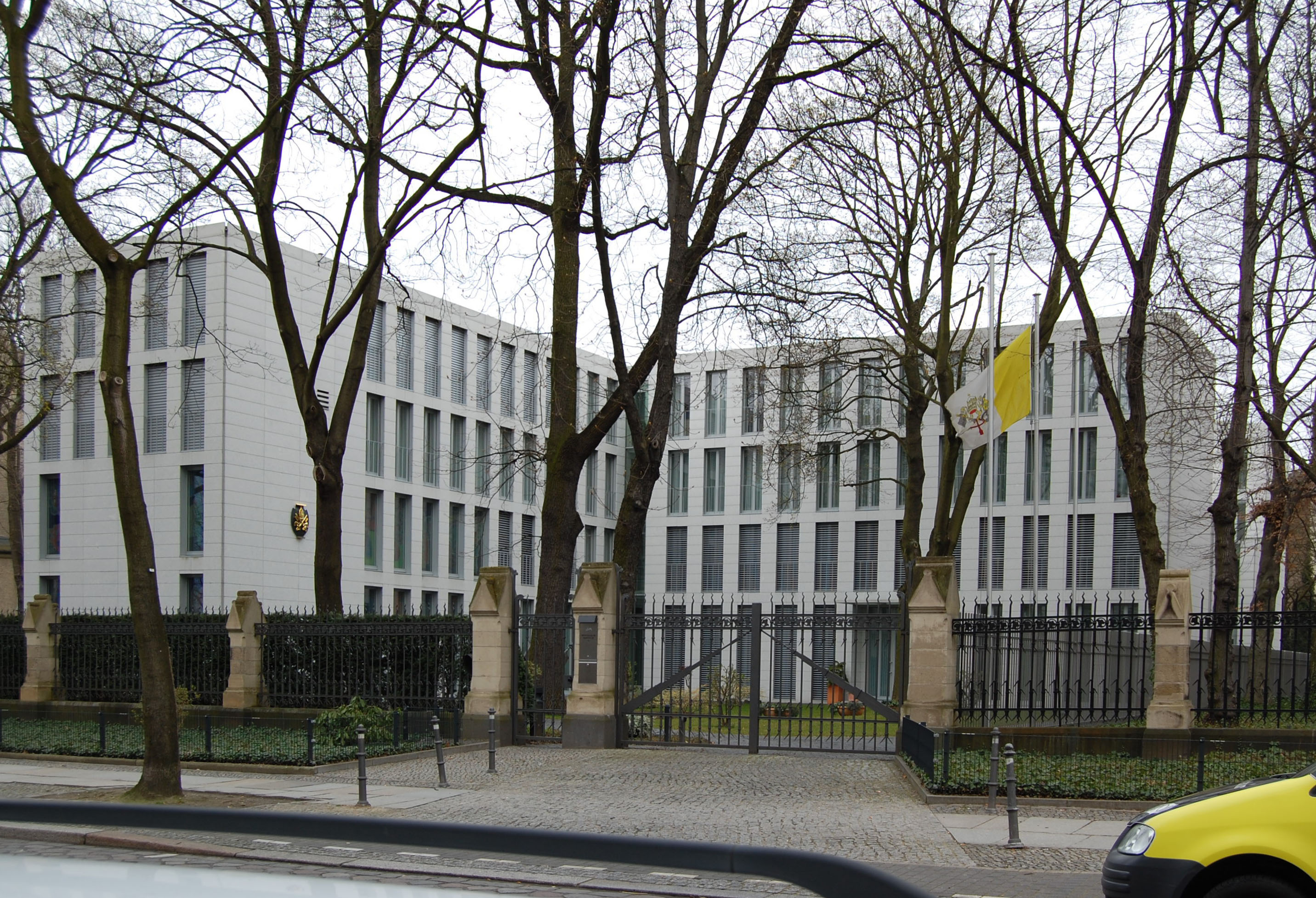
Апостольская нунция Святого Престола (Ватикана)
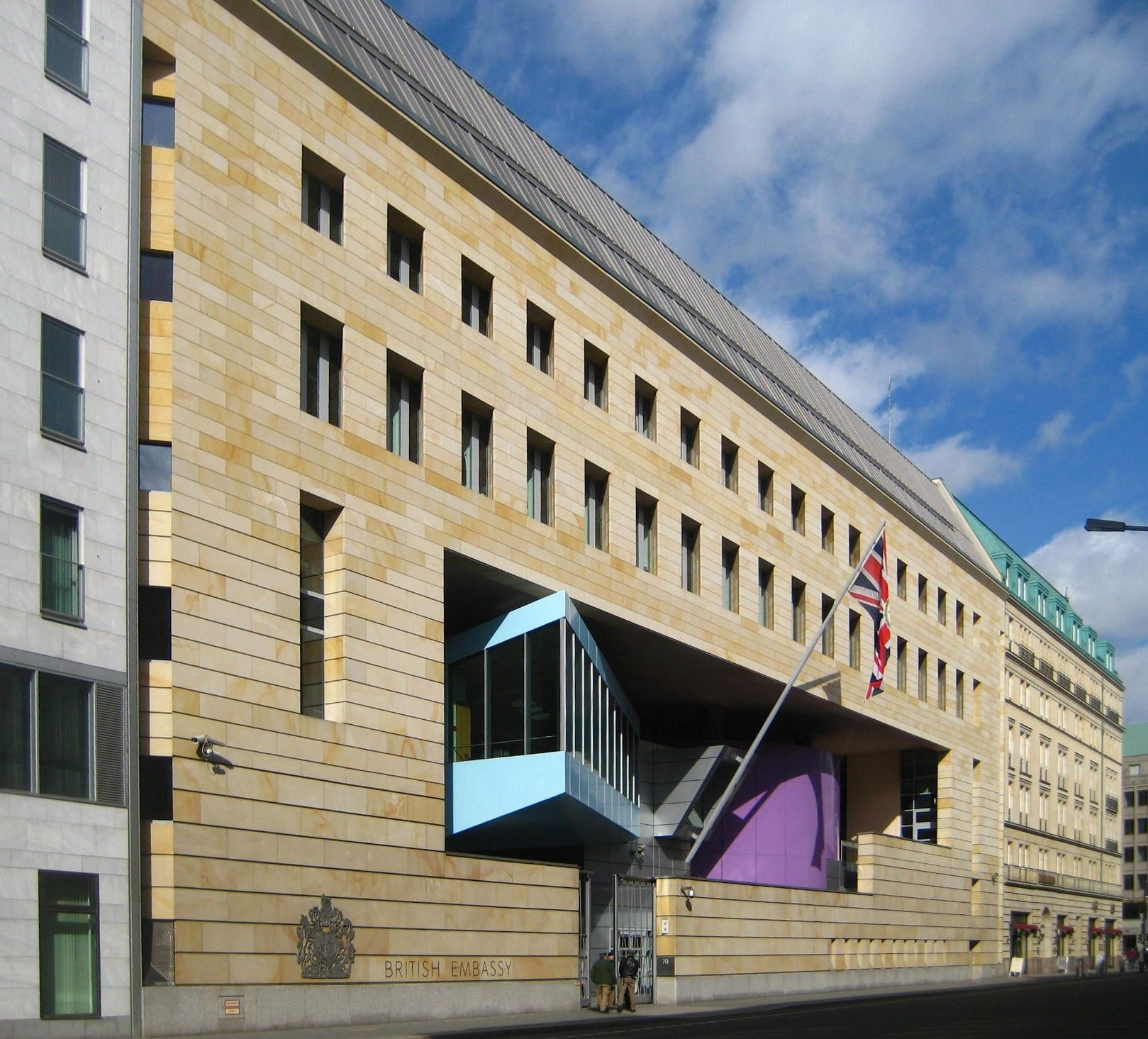
Посольство Великобритании
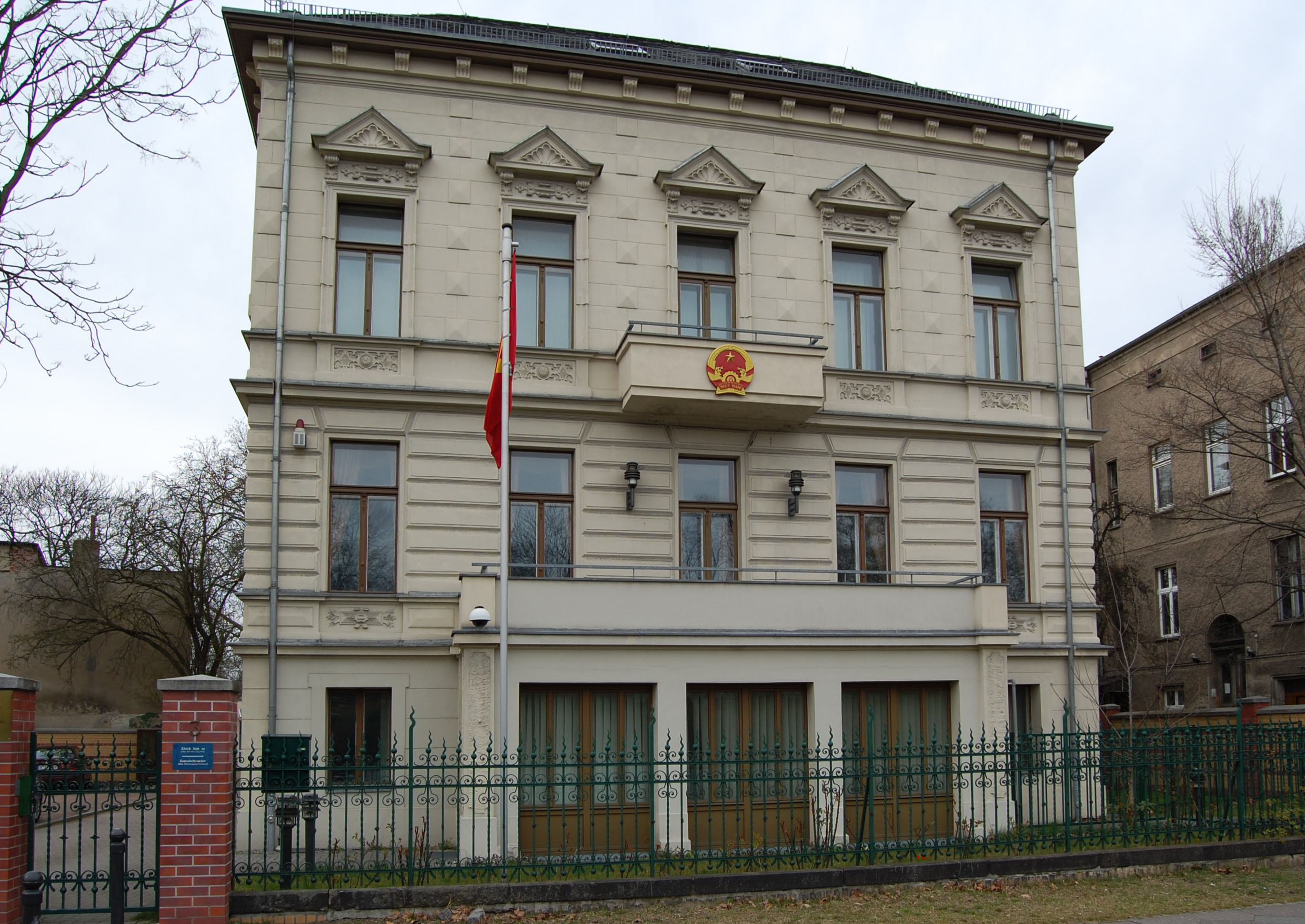
Посольство Вьетнама
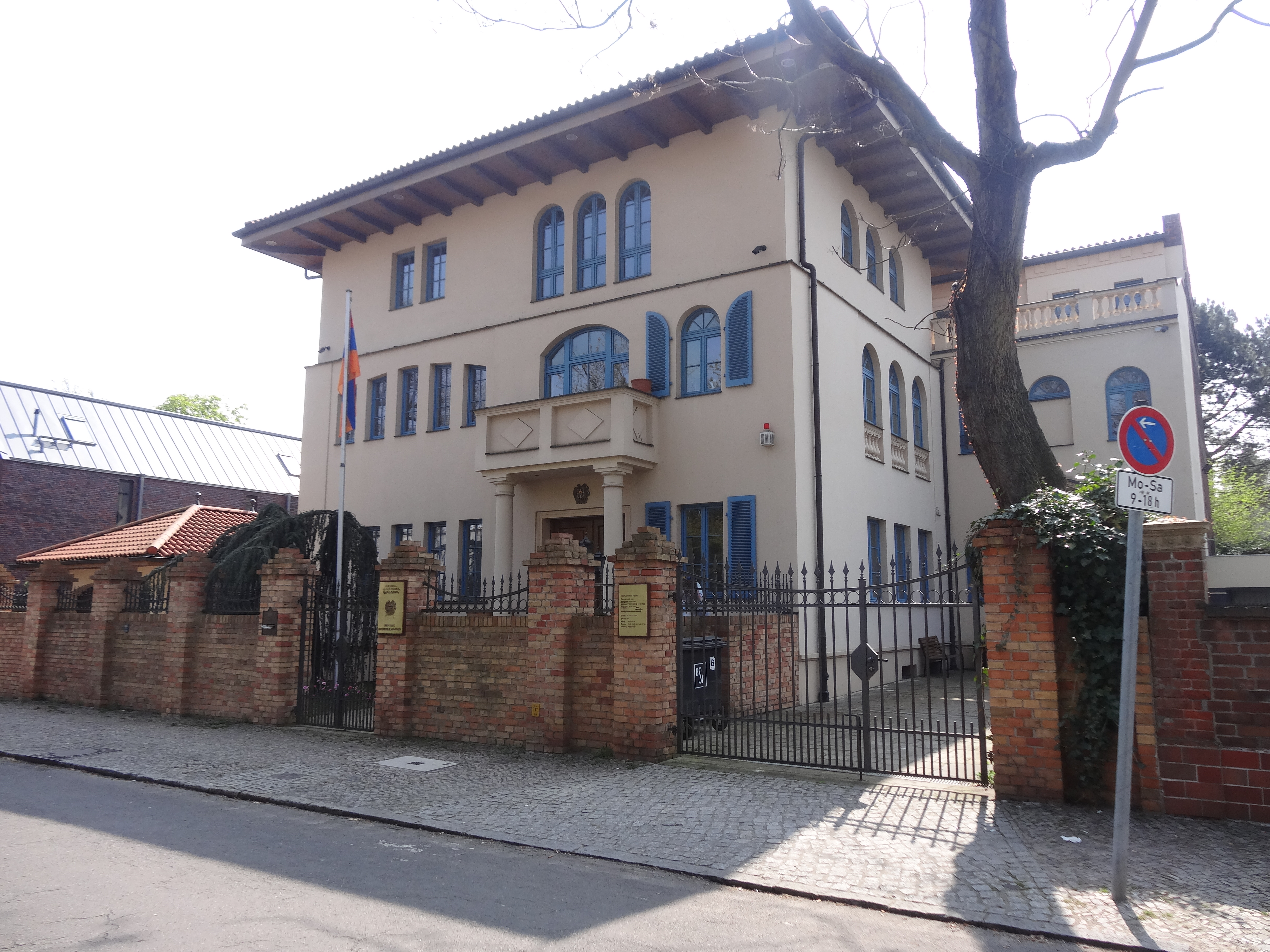
Посольство Армении
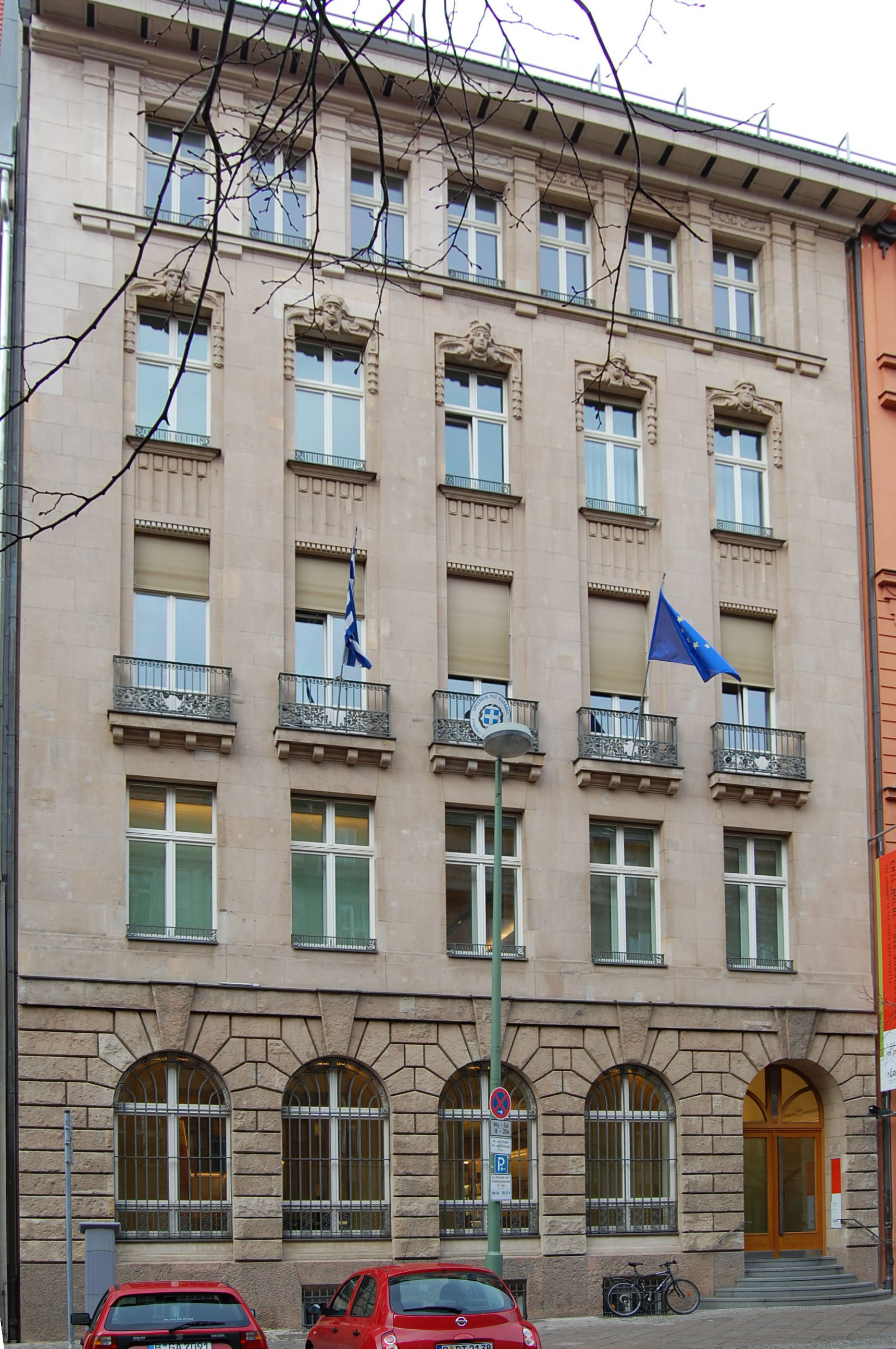
Посольство Греции
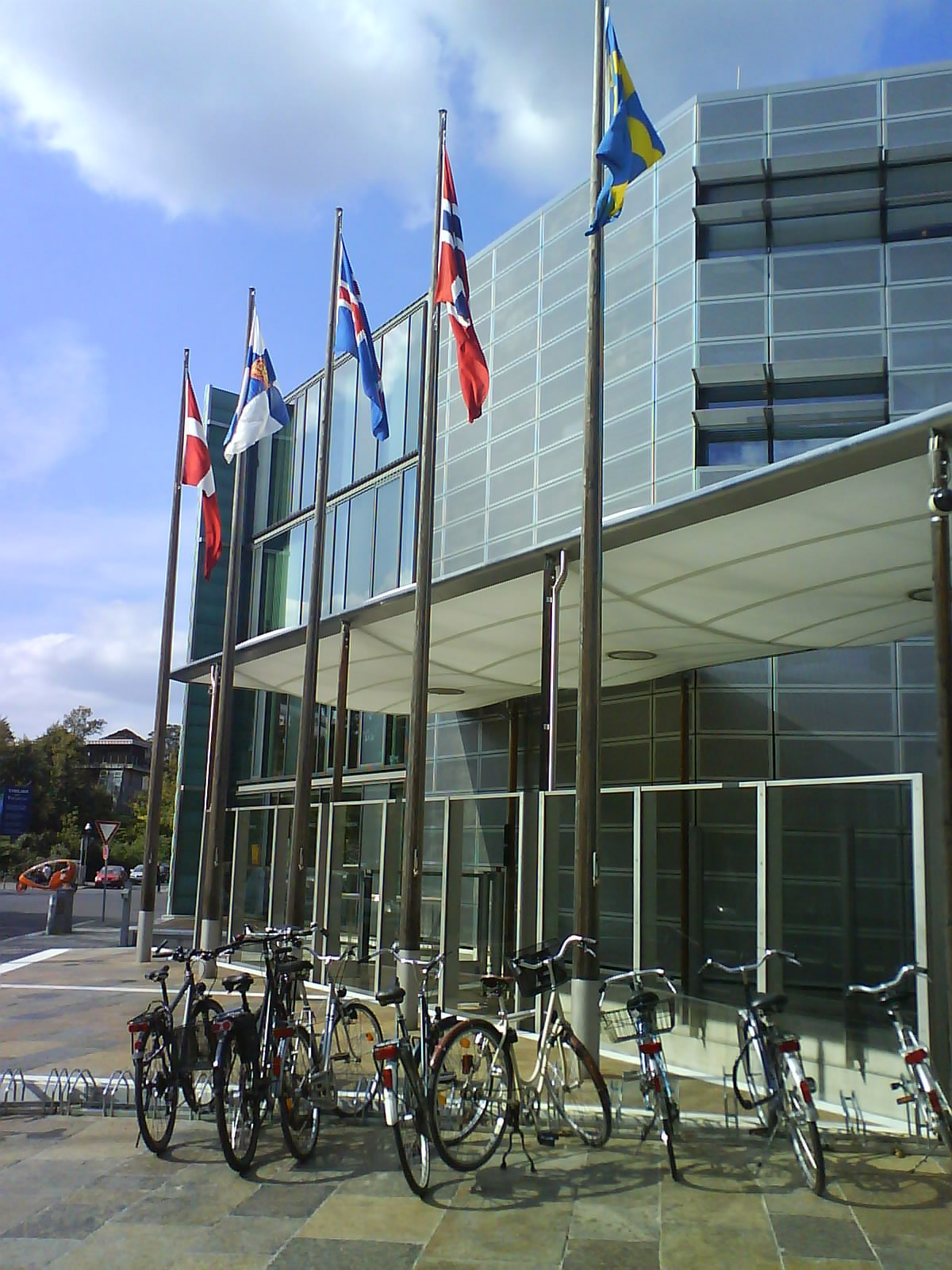
Посольства Дании, Исландии, Норвегии, Финляндии и Швеции
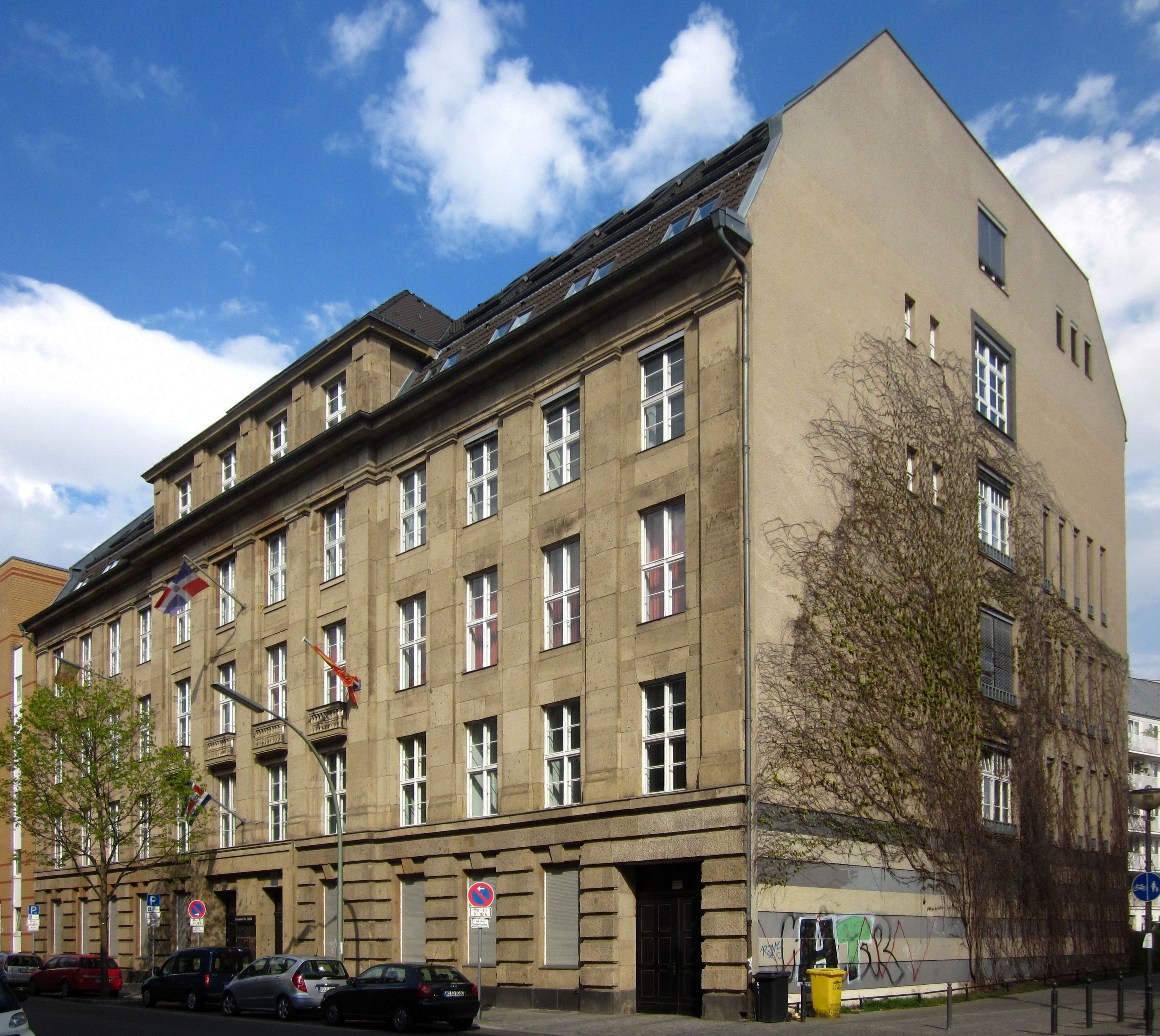
Посольства Доминиканской республики, Коста-Рики, Сенегала и Черногории
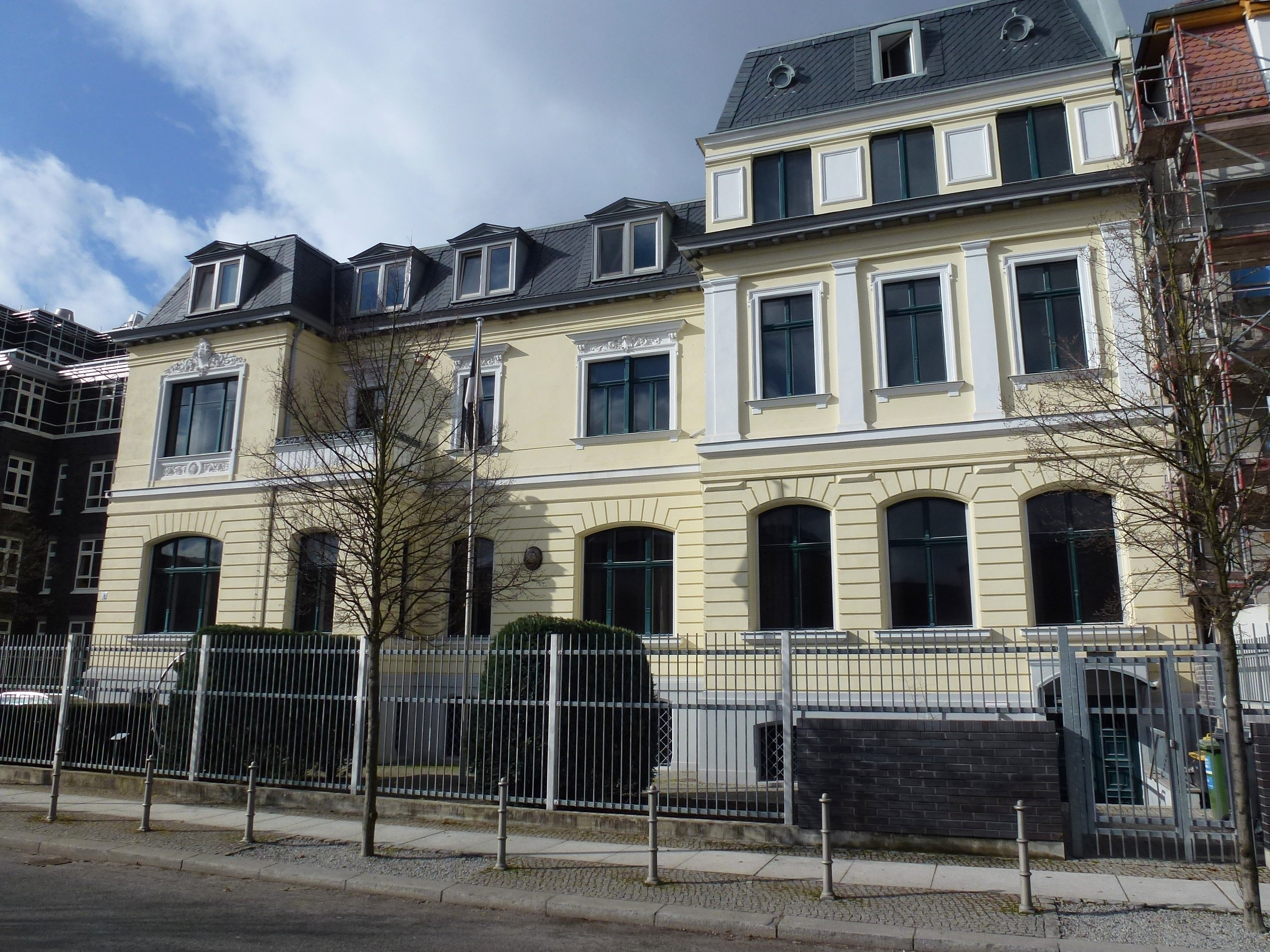
Посольство Эстонии
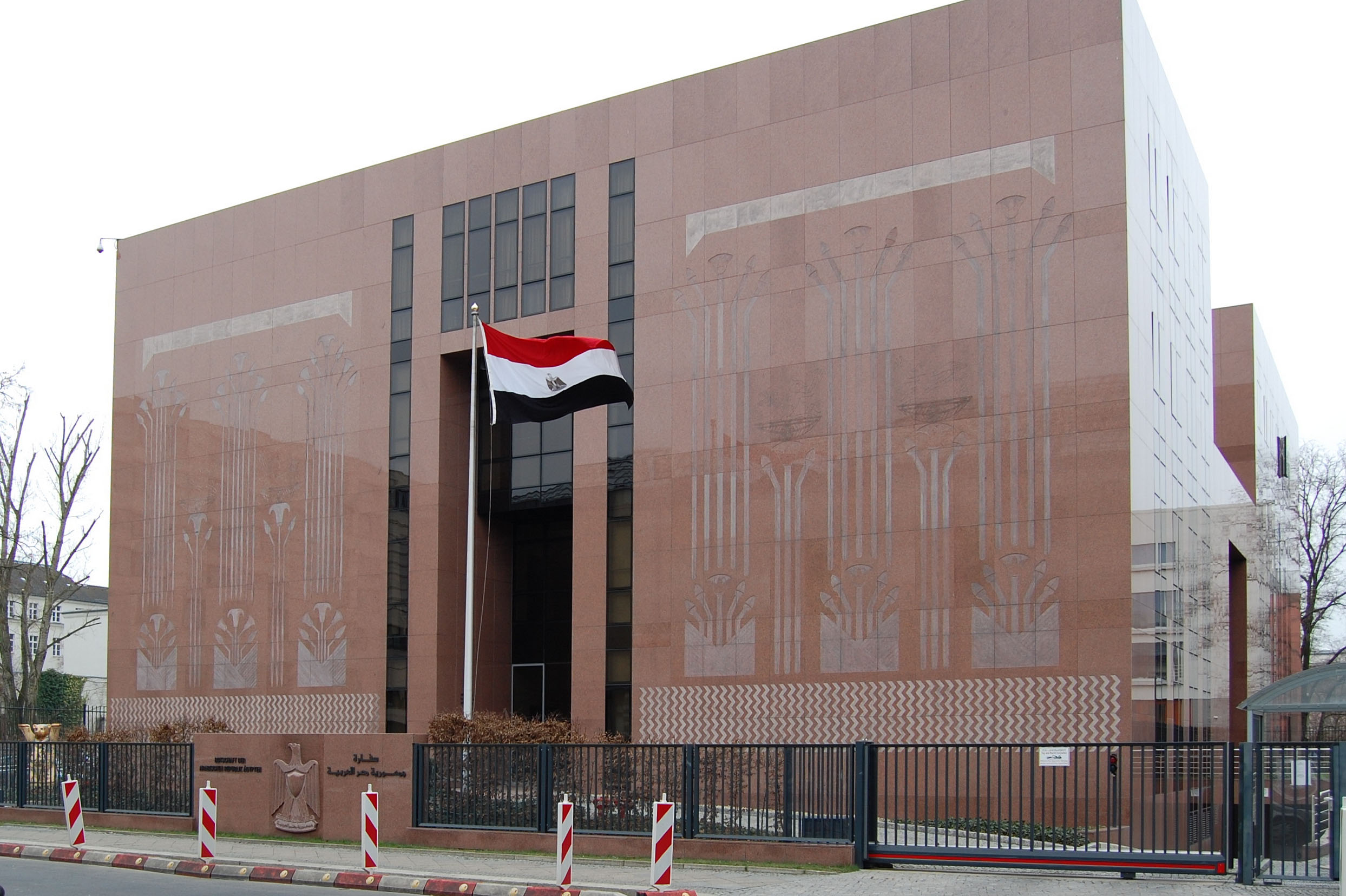
Посольство Египта
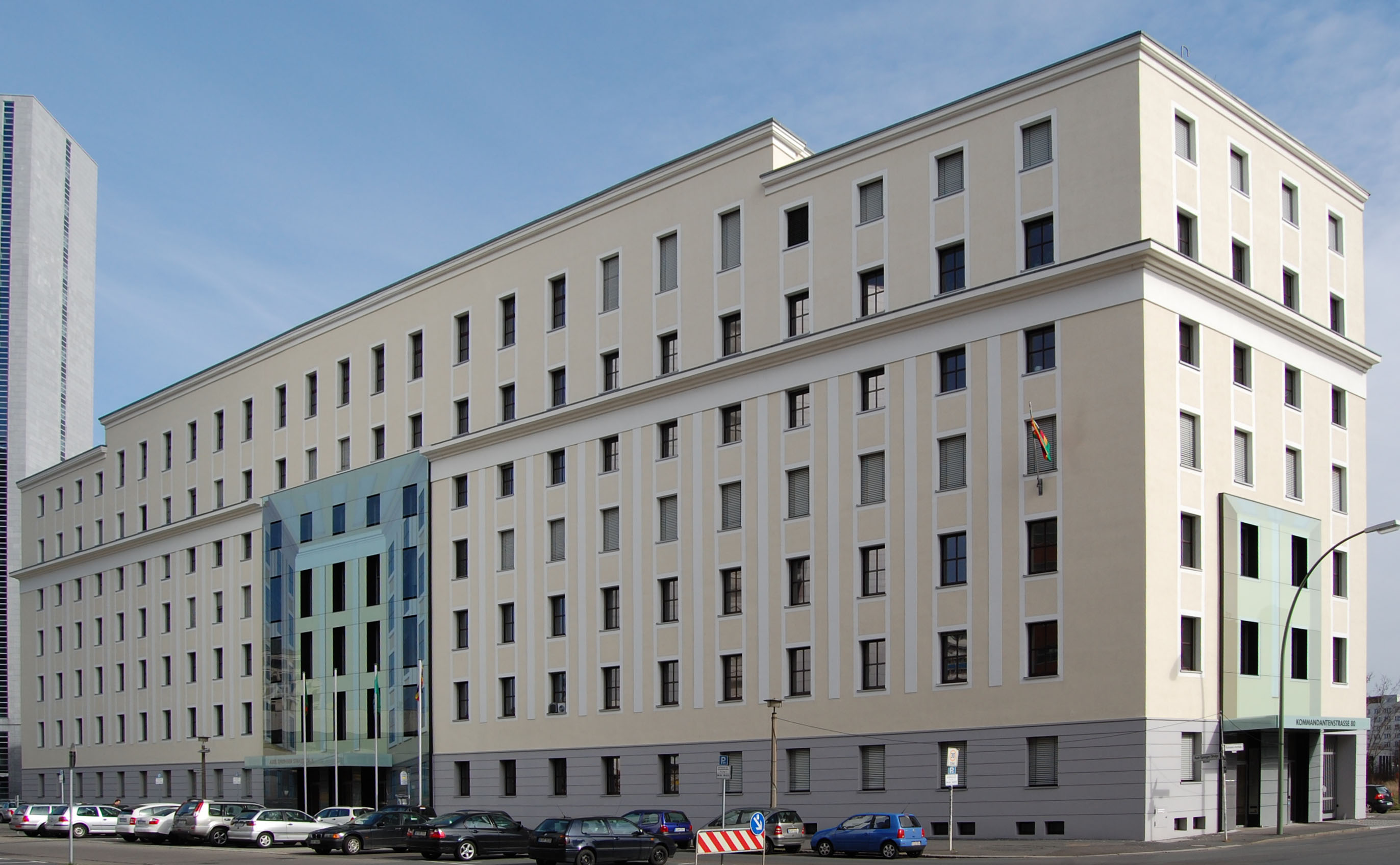
Посольства Замбии, Зимбабве, Мавритании и Уганды
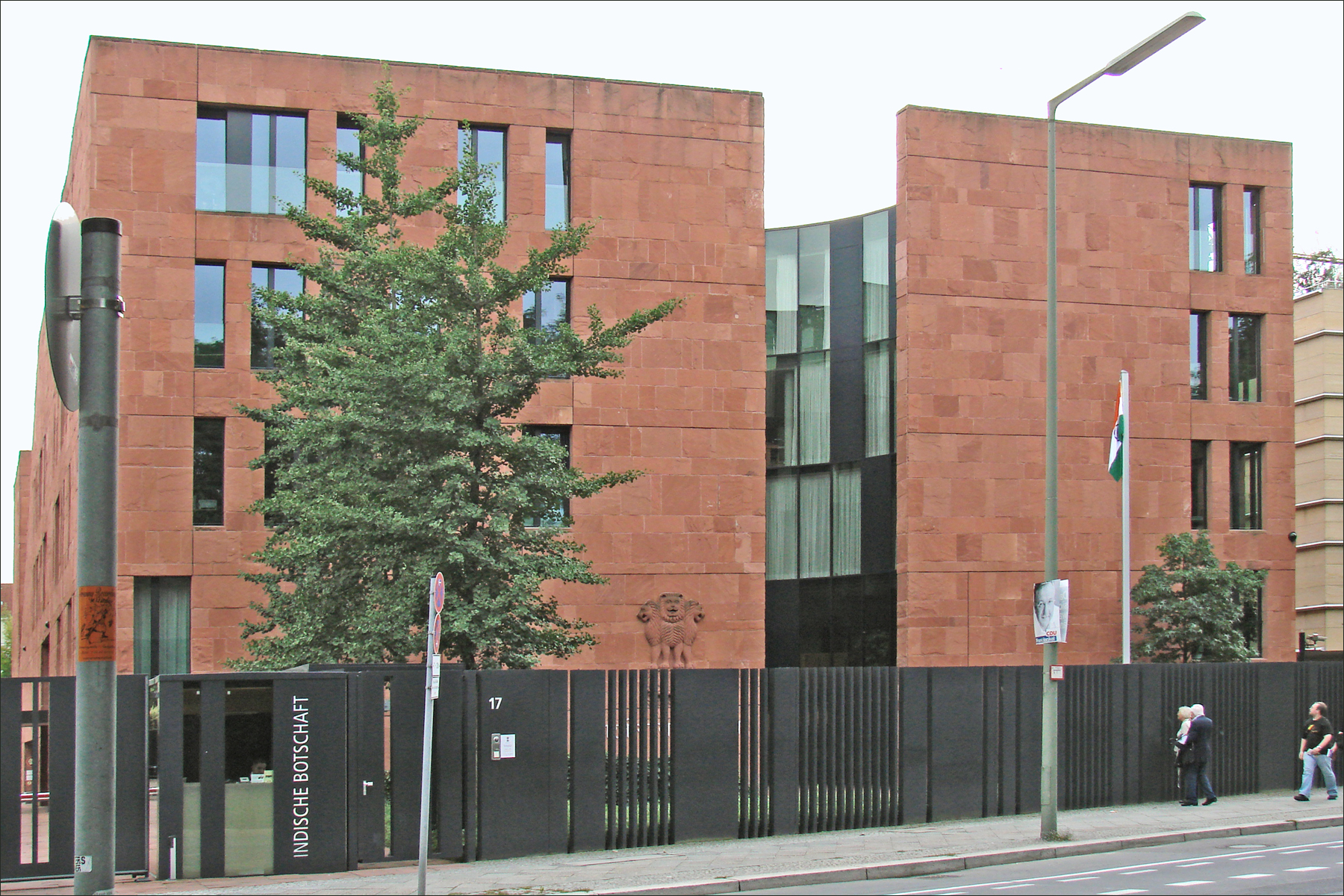
Посольство Индии
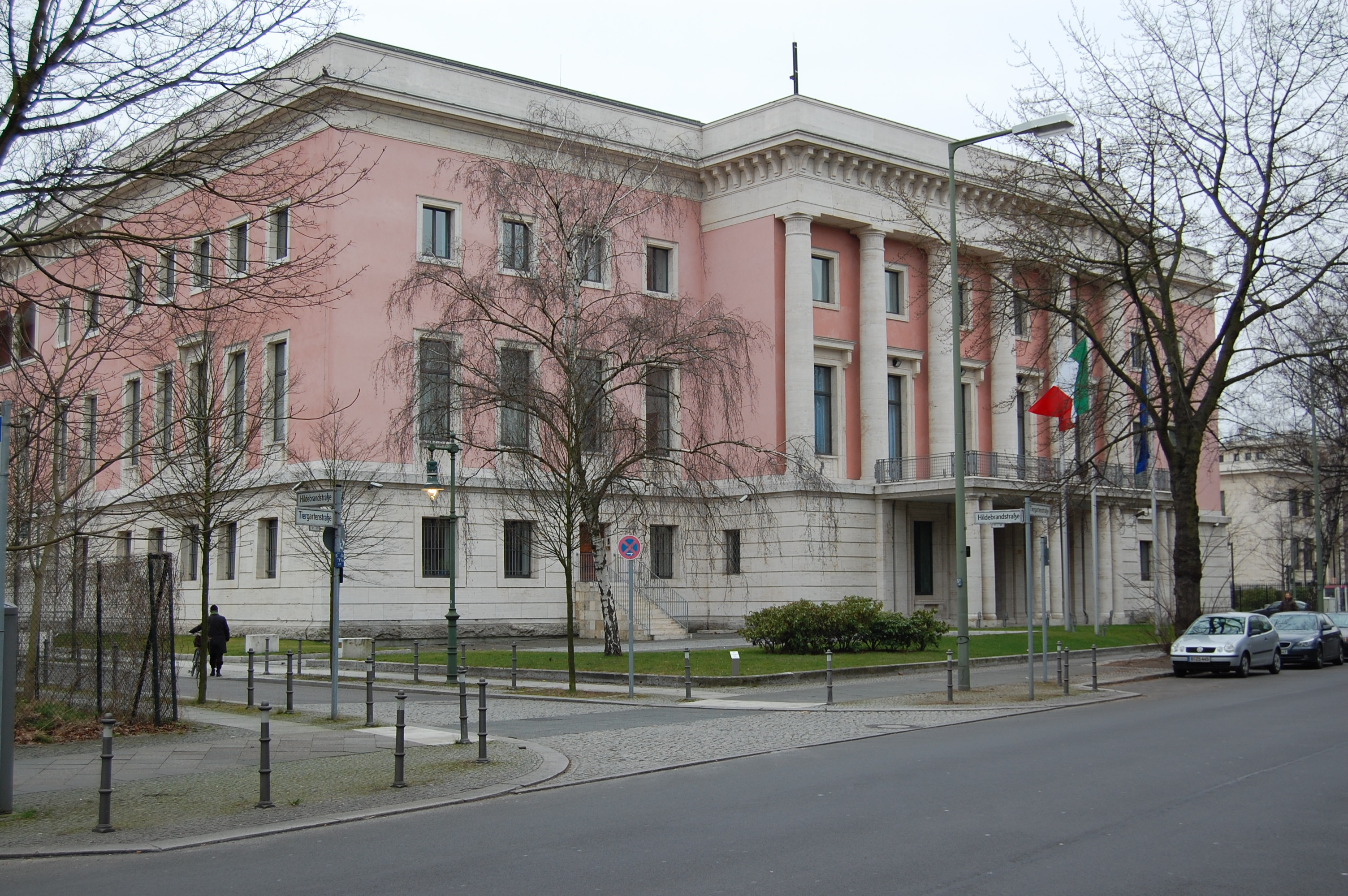
Посольство Италии
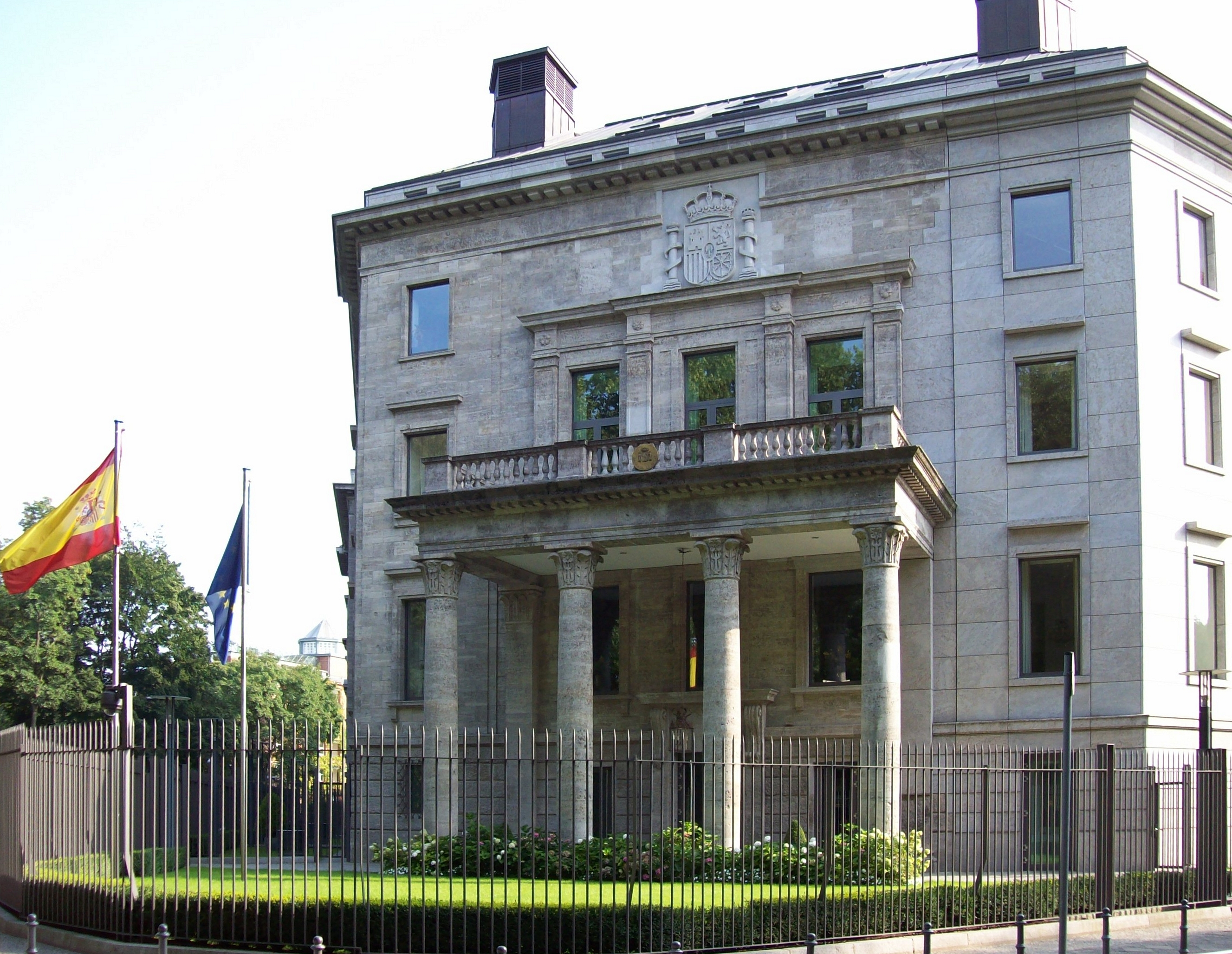
Посольство Испании
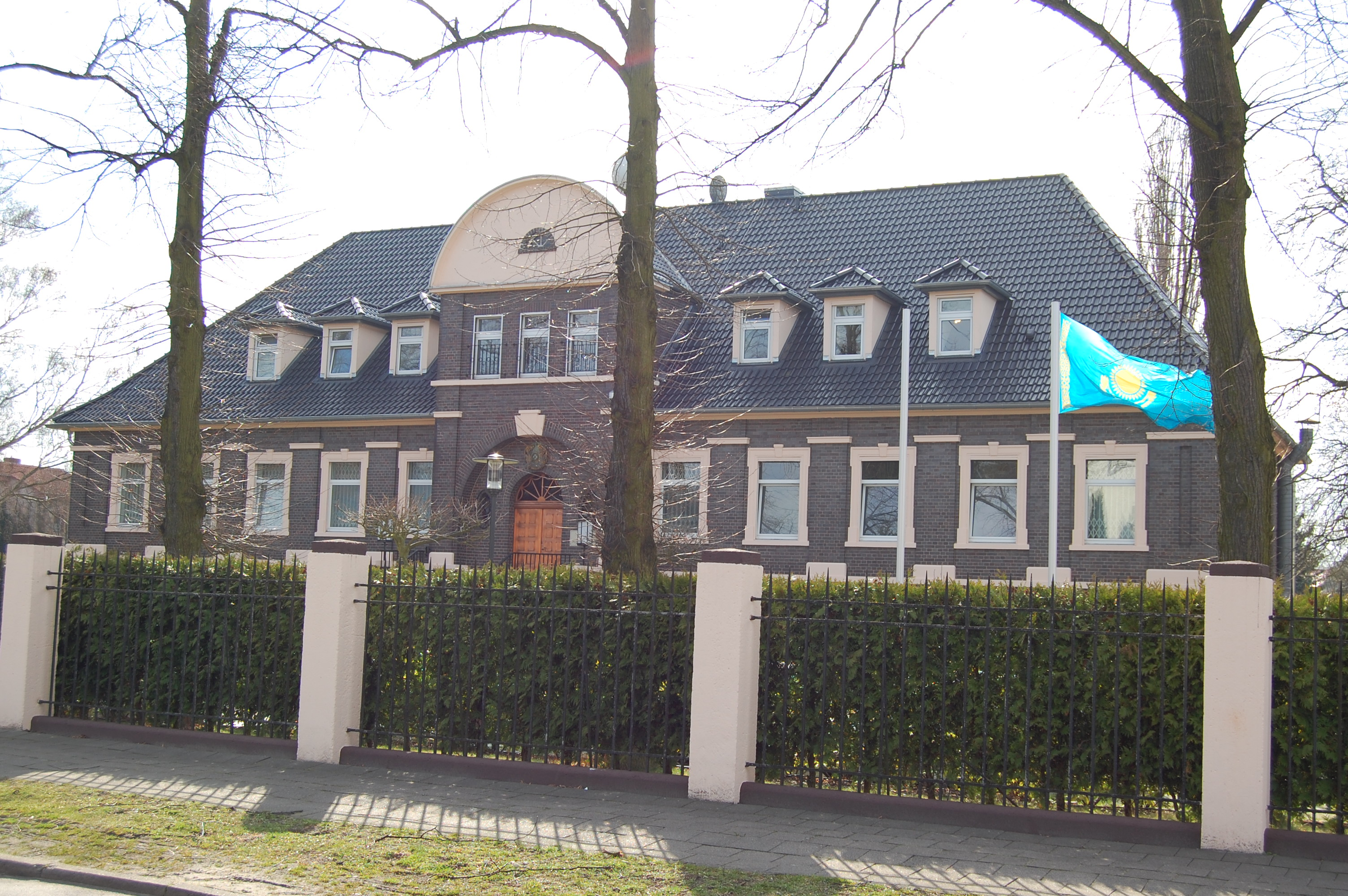
Посольство Казахстана
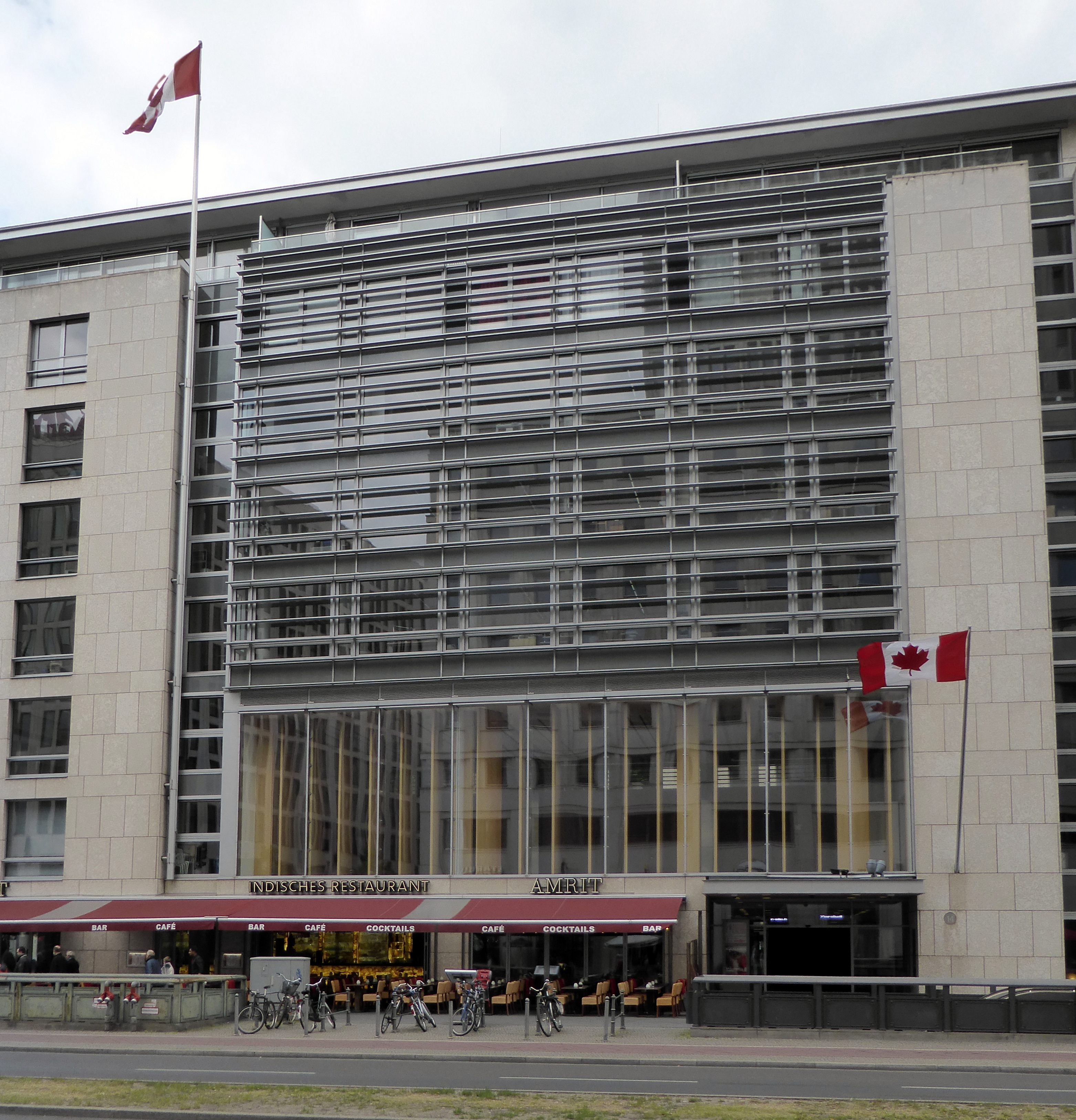
Посольство Канады
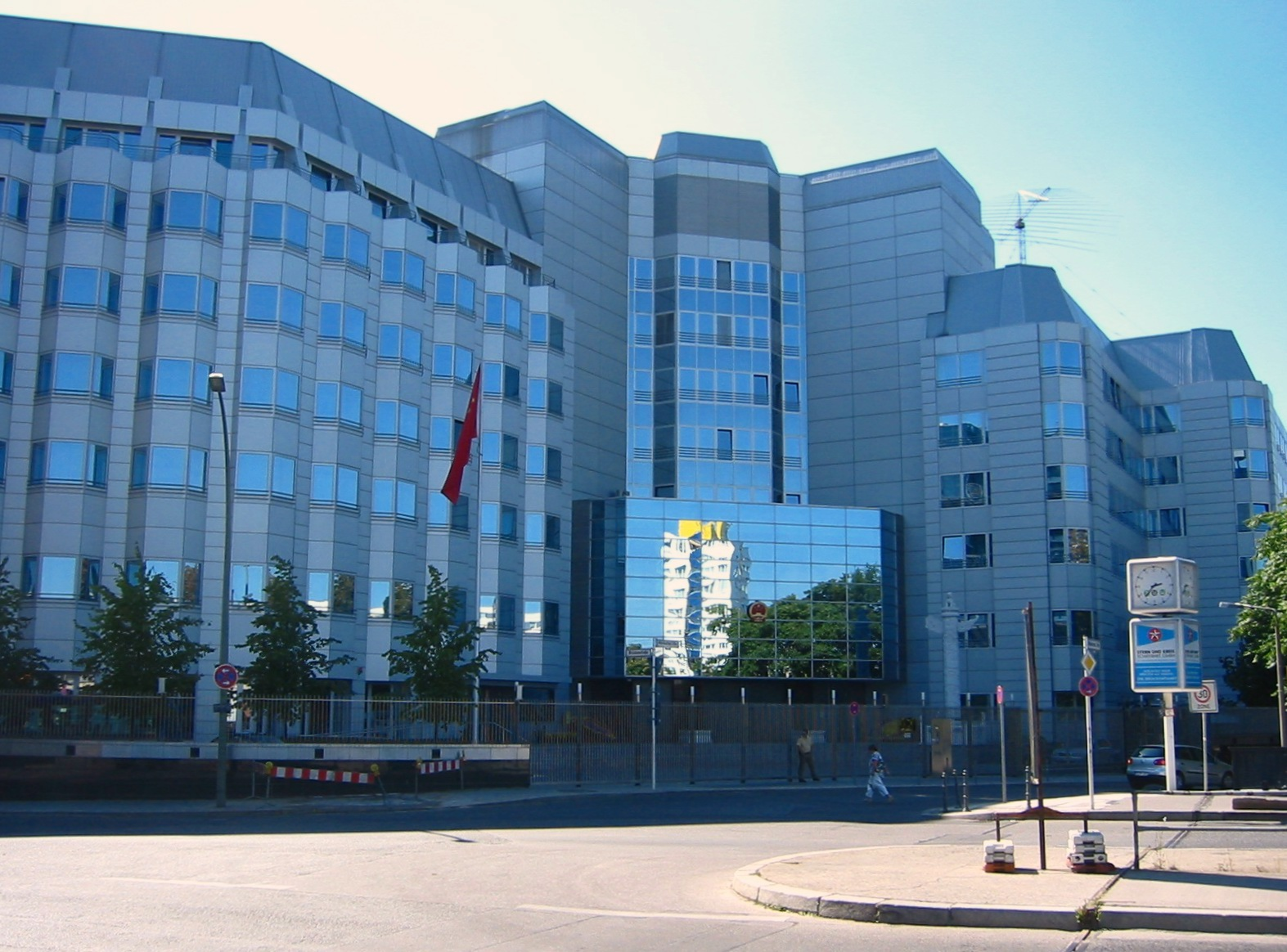
Посольство КНР
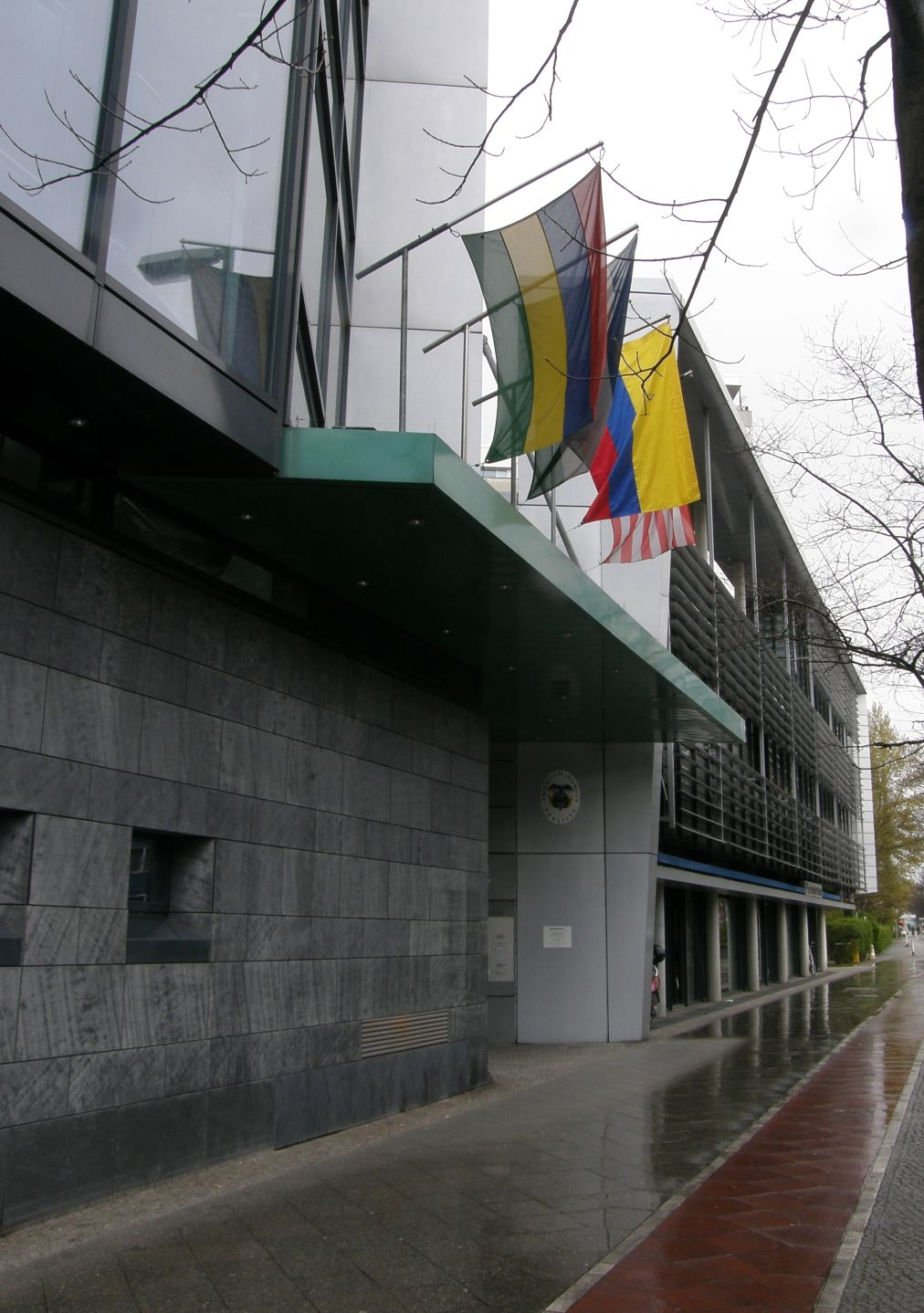
Посольства Колумбии, Лесото, Либерии и Маврикия
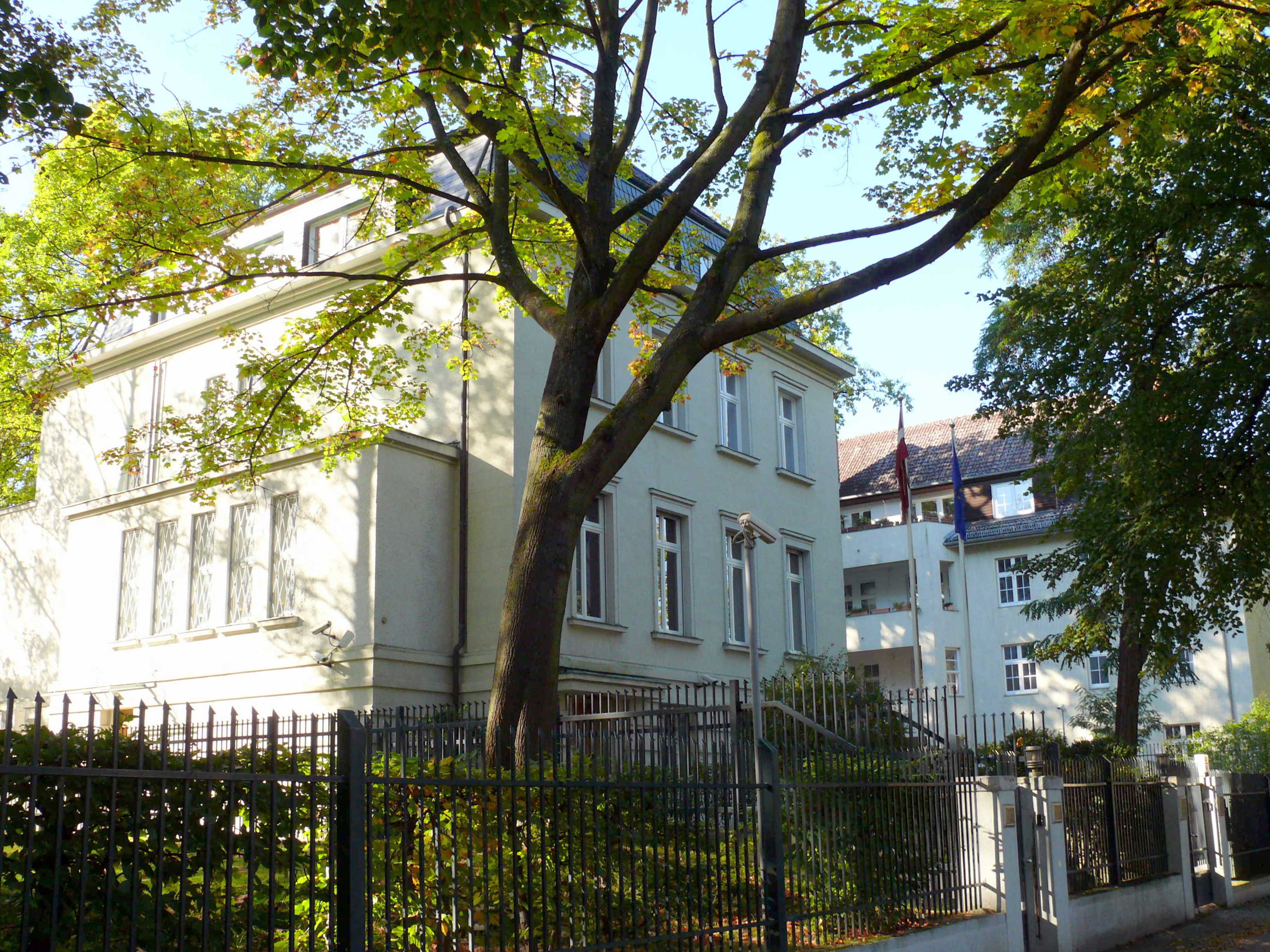
Посольство  Латвии
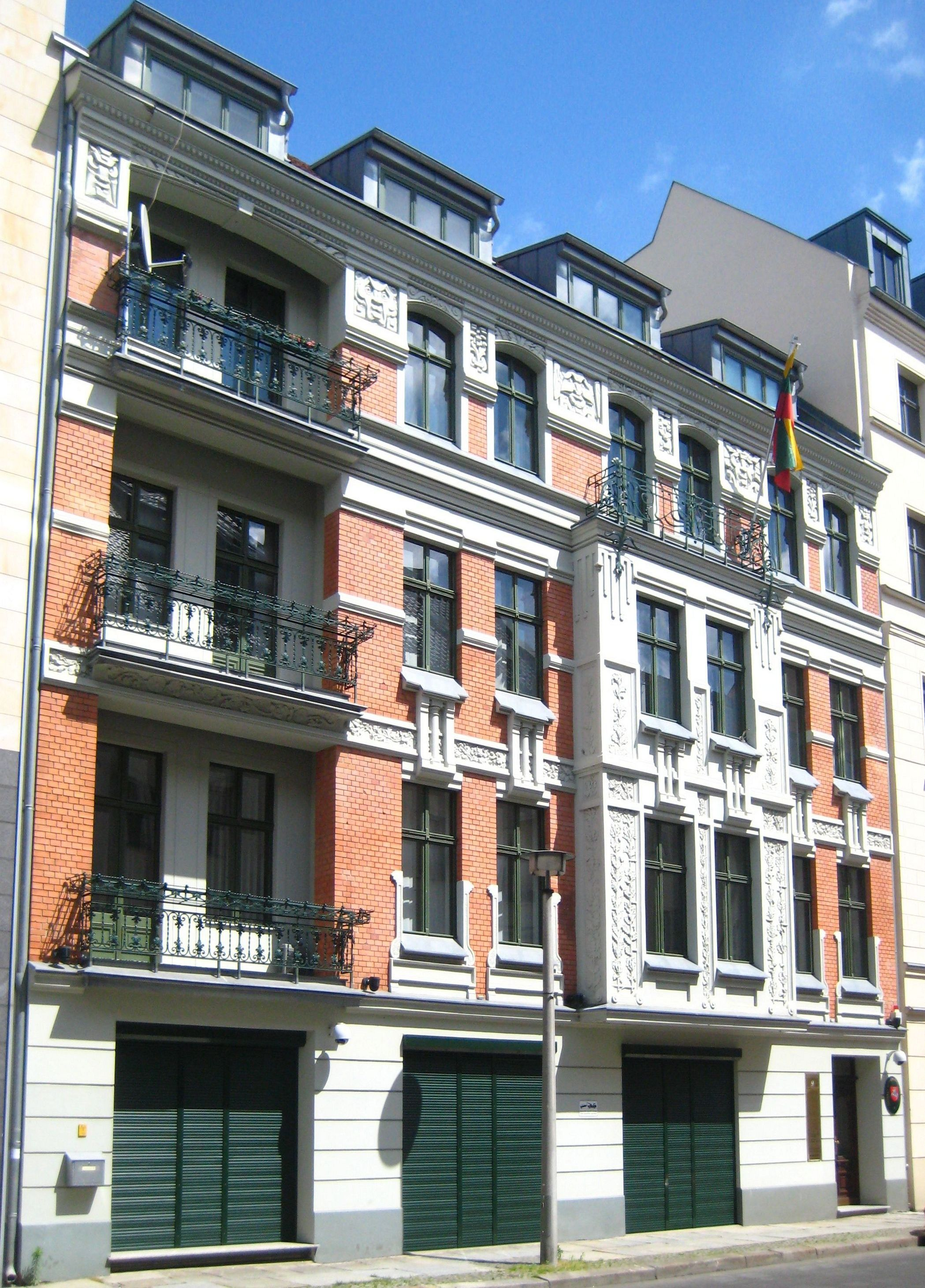
Посольство Литвы
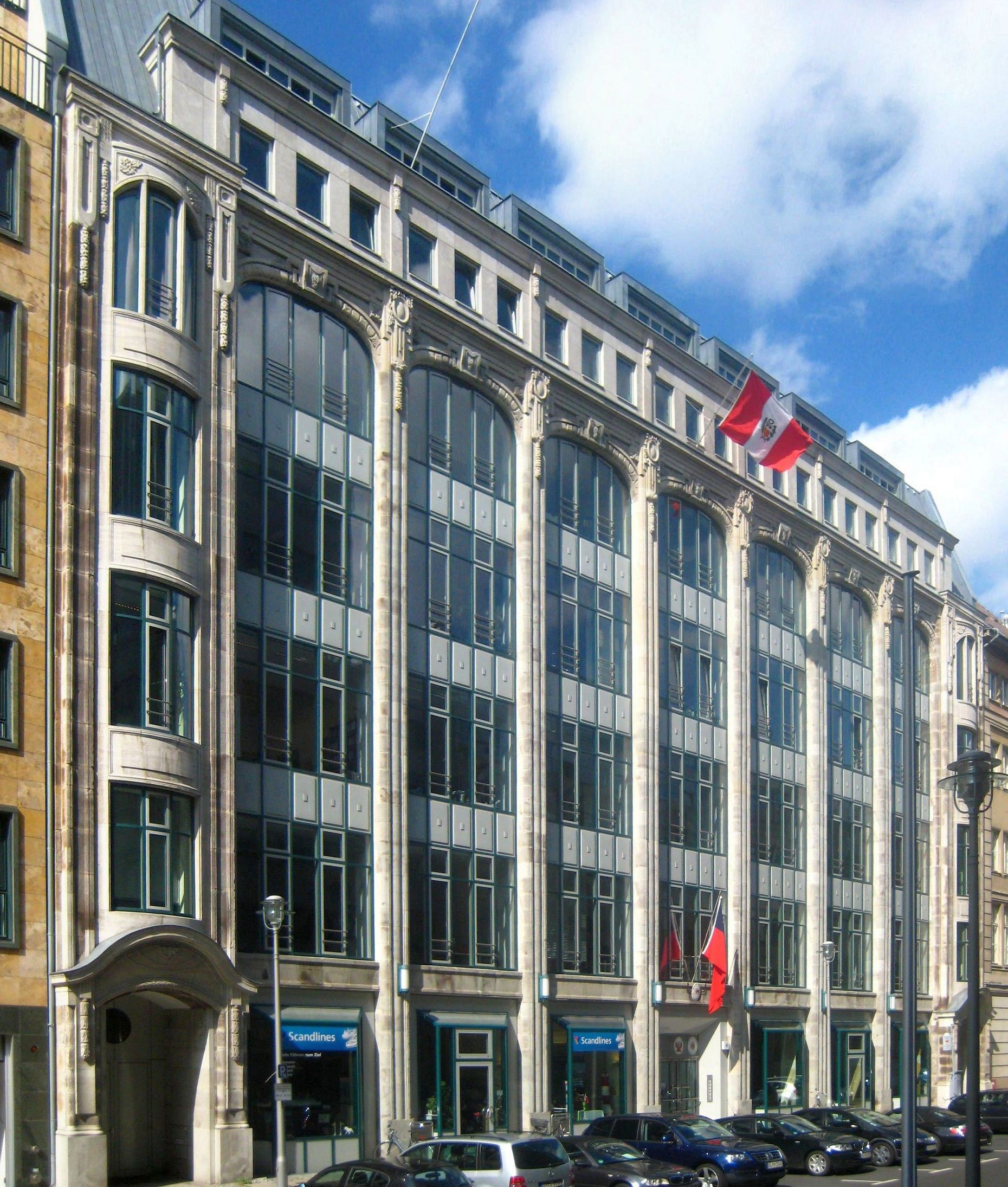
Посольства Лихтенштейна, Перу и Чили
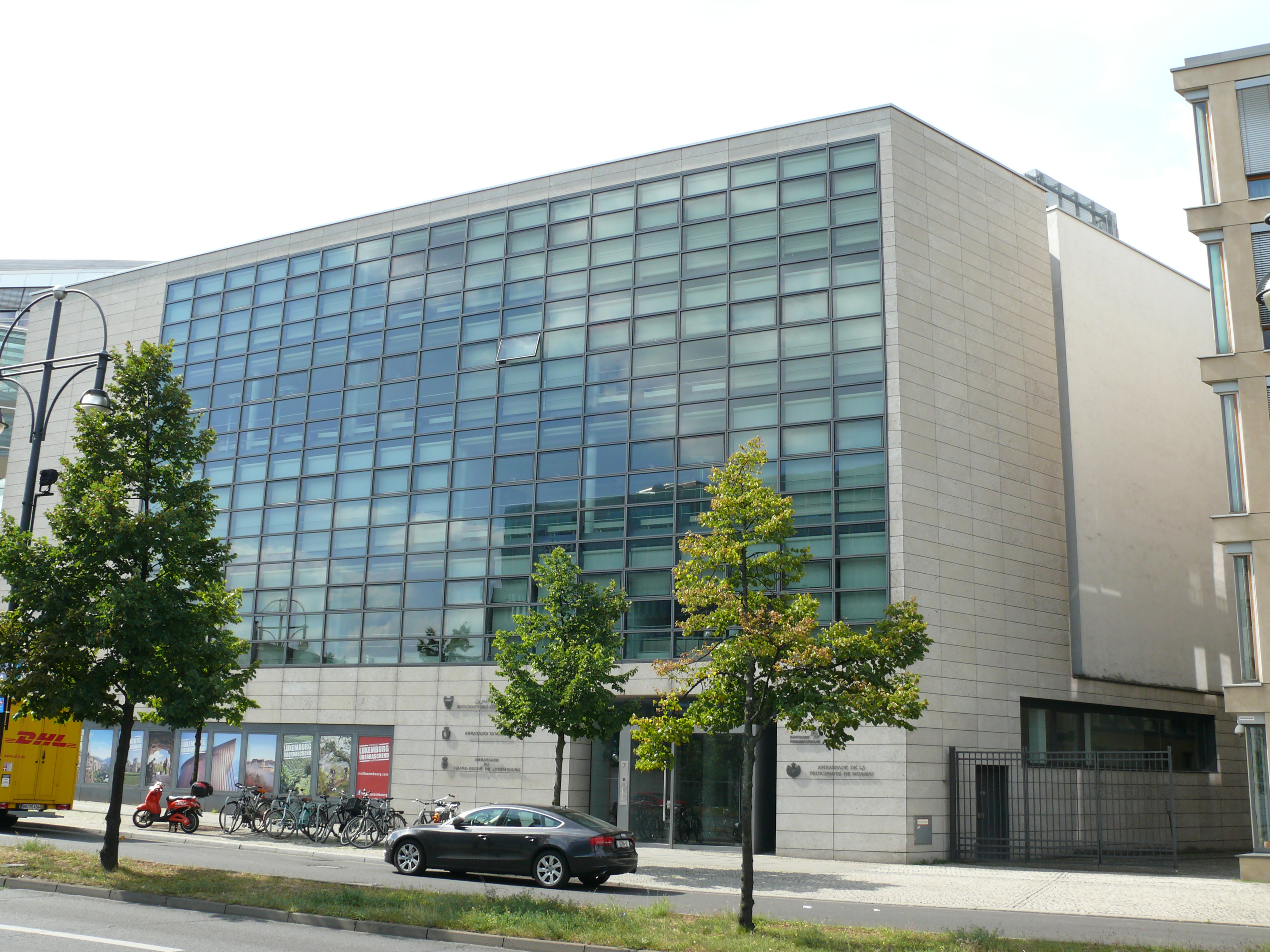
Посольства Люксембурга, Мальты и Монако
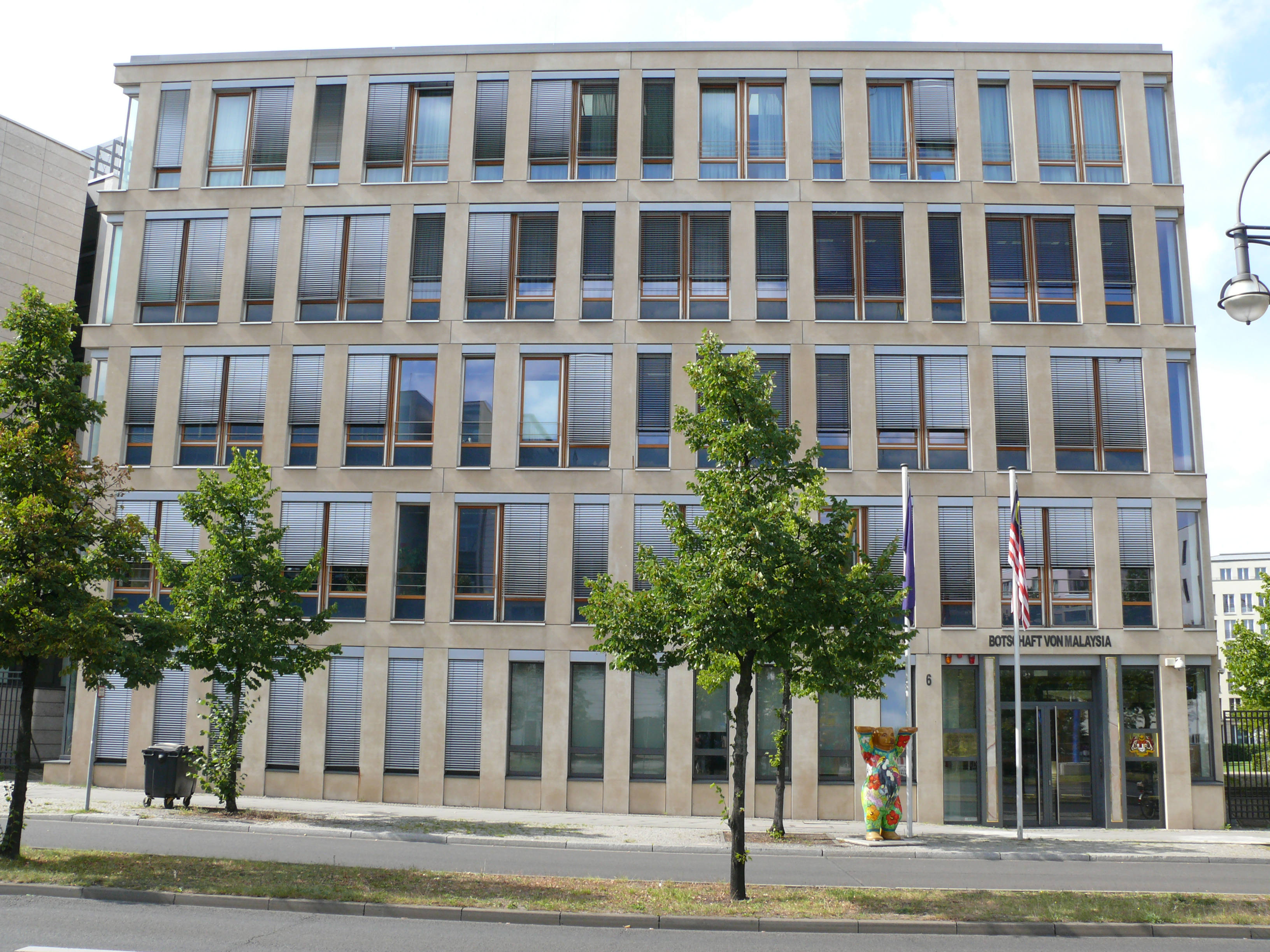
Посольство Малайзии
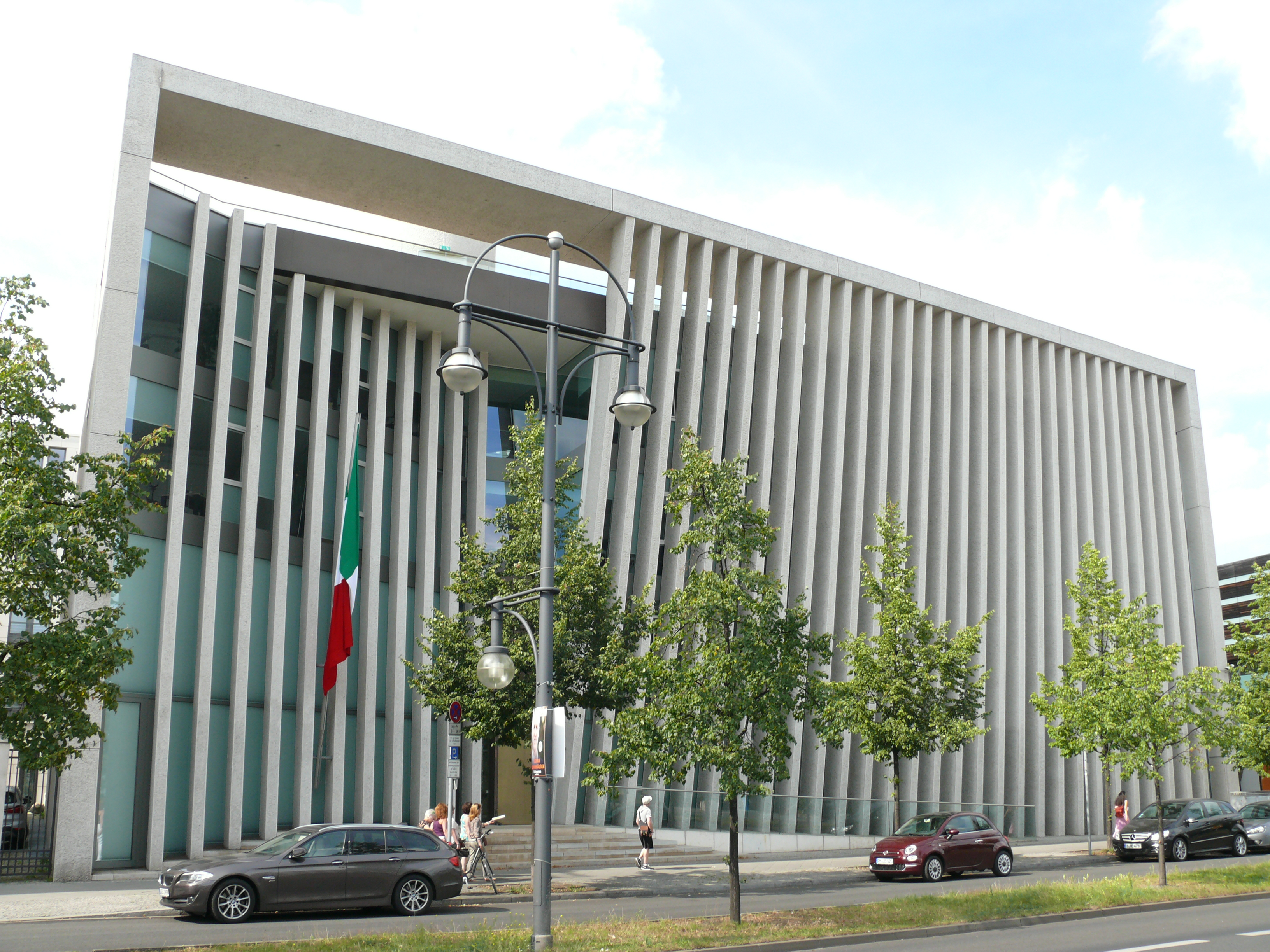
Посольство Мексики
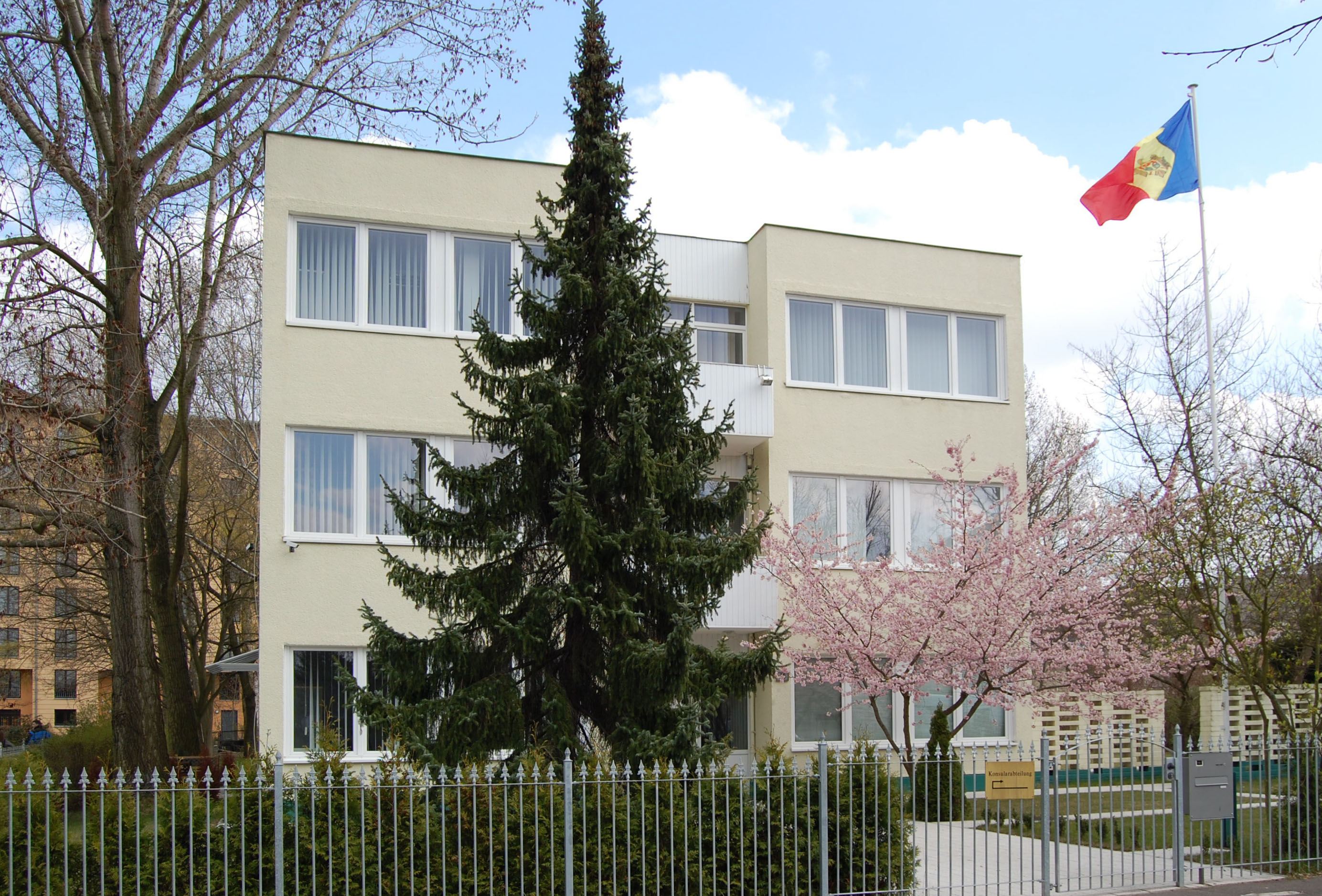
Посольство Молдовы
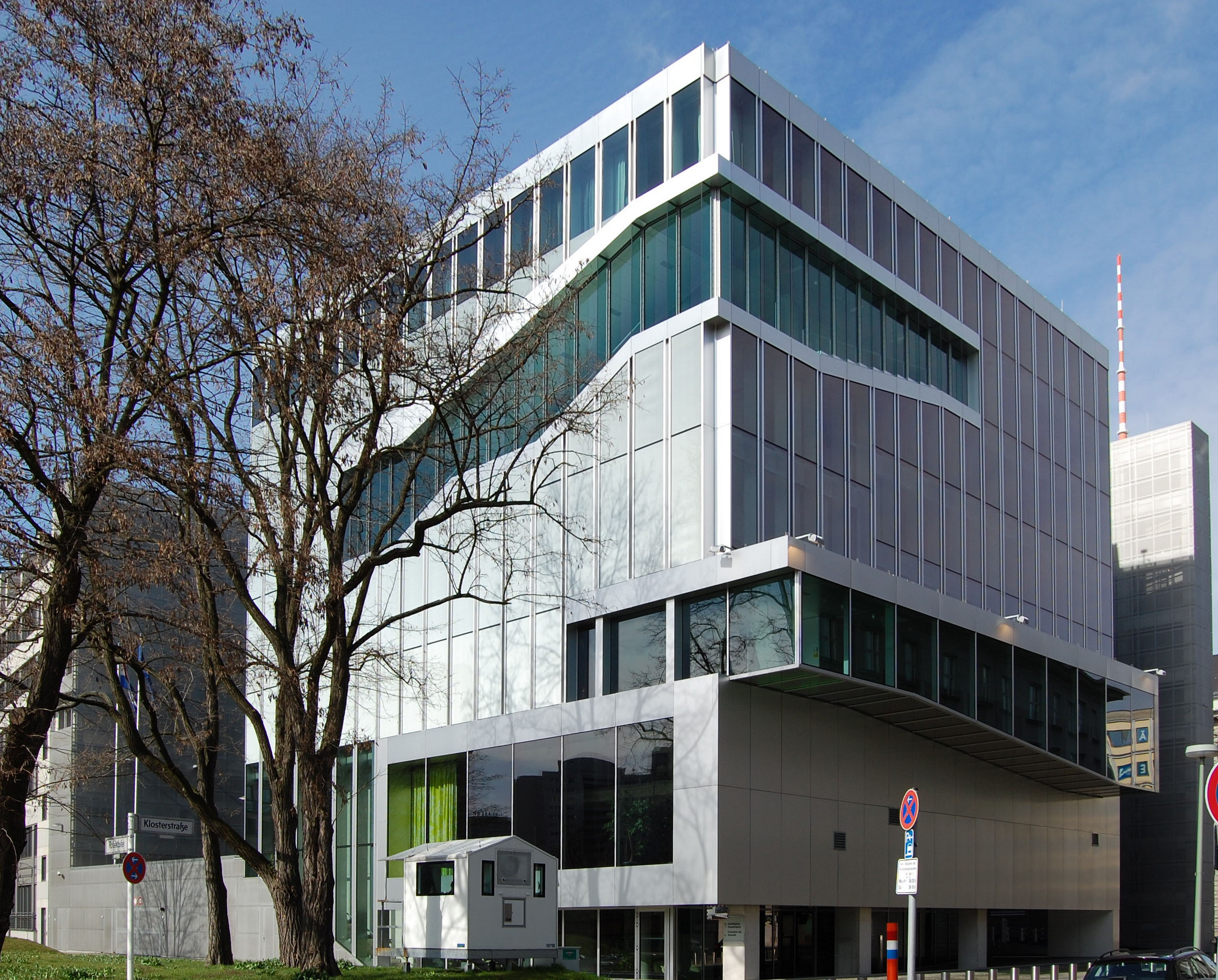
Посольство Нидерландов
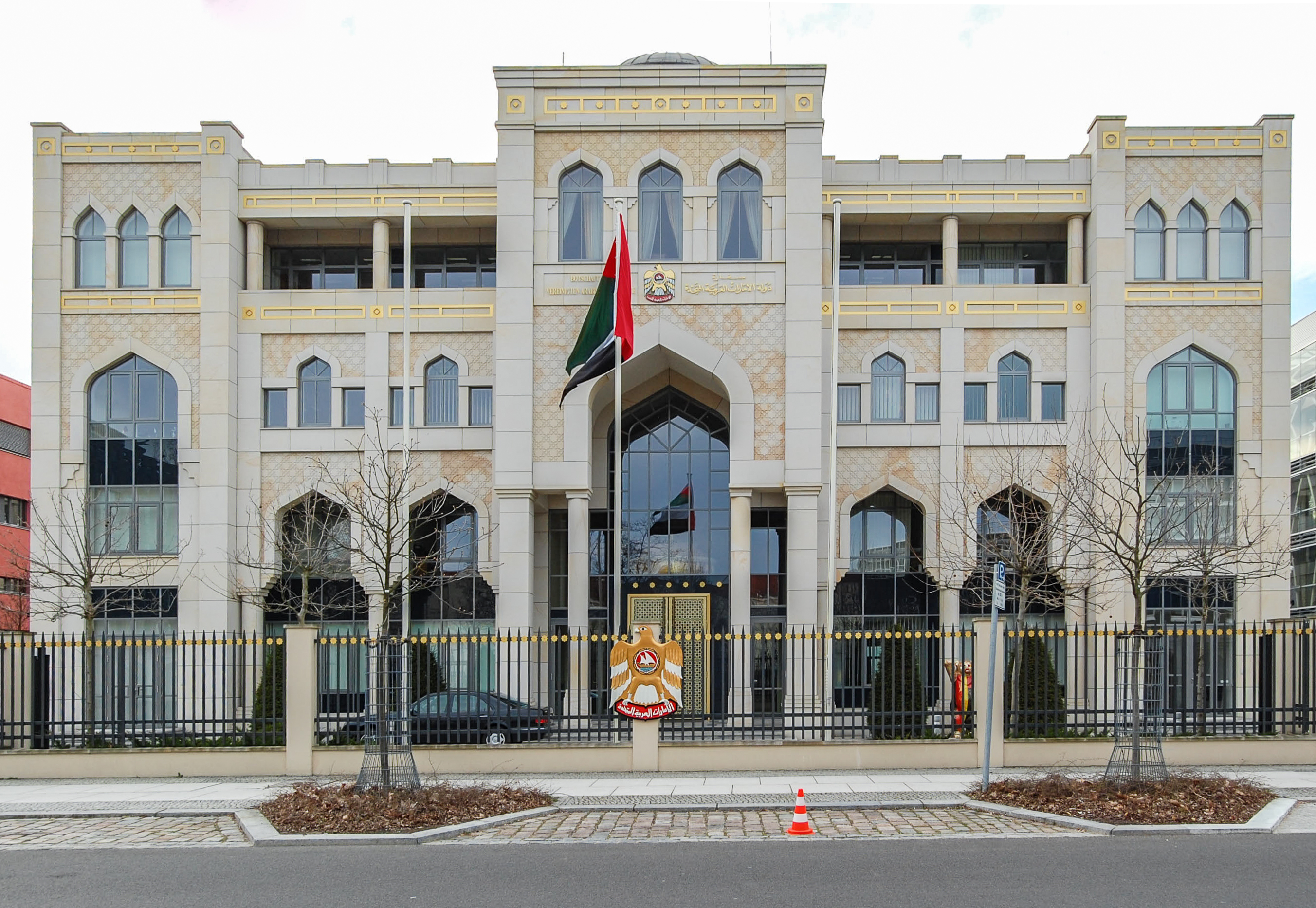
Посольство ОАЭ
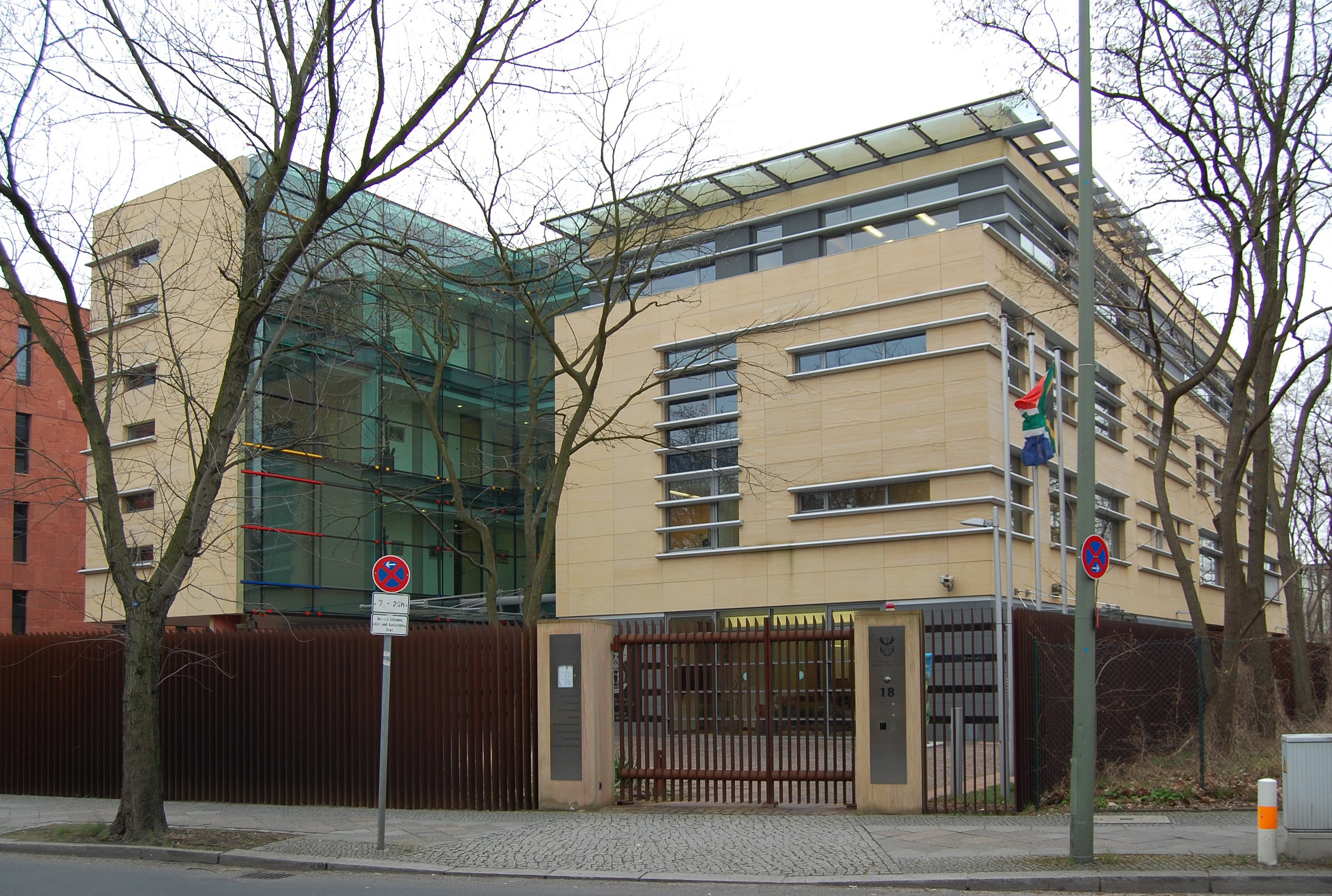
Посольство ЮАР
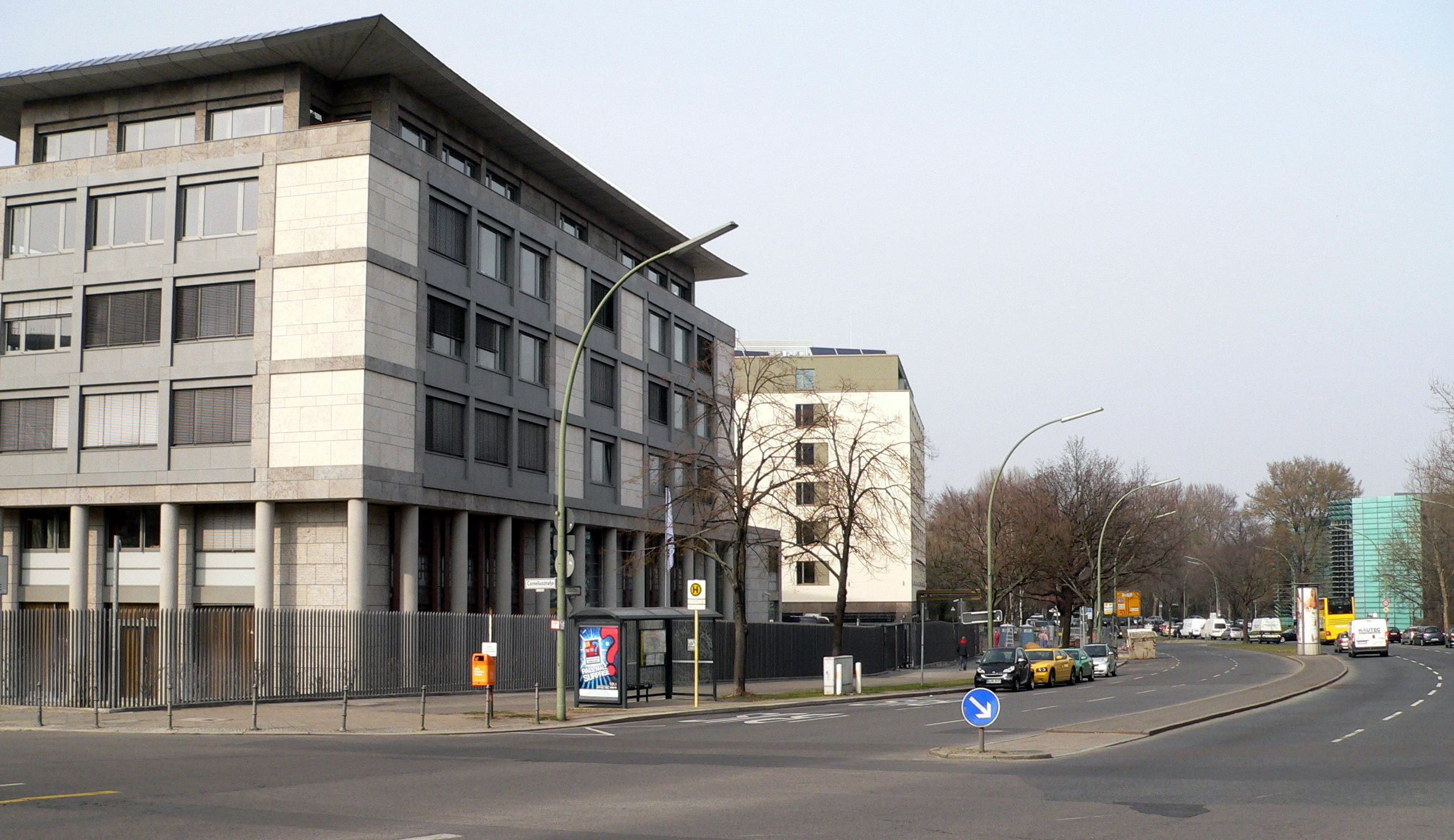
Посольство Южной Кореи
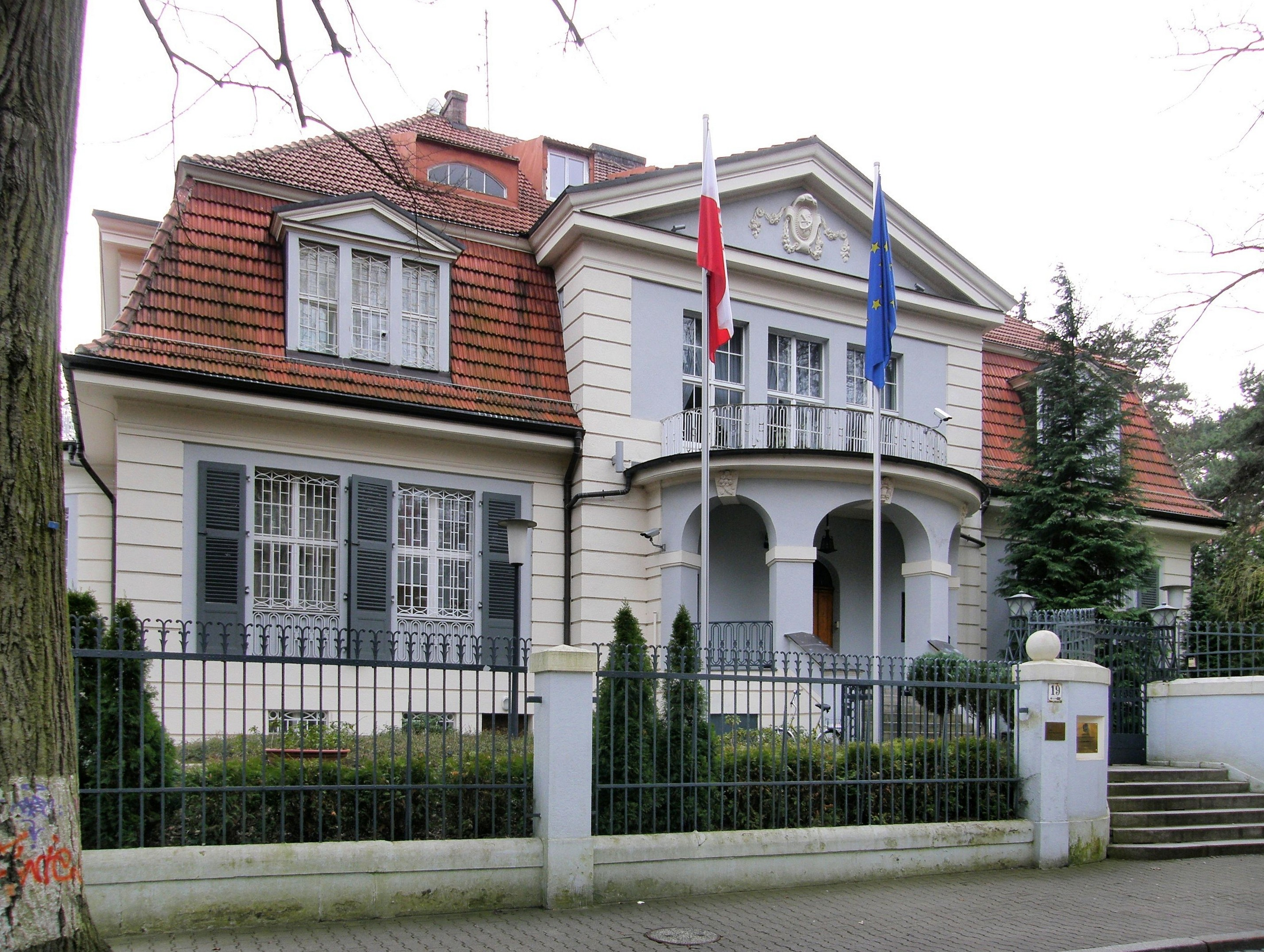
Посольство Польши
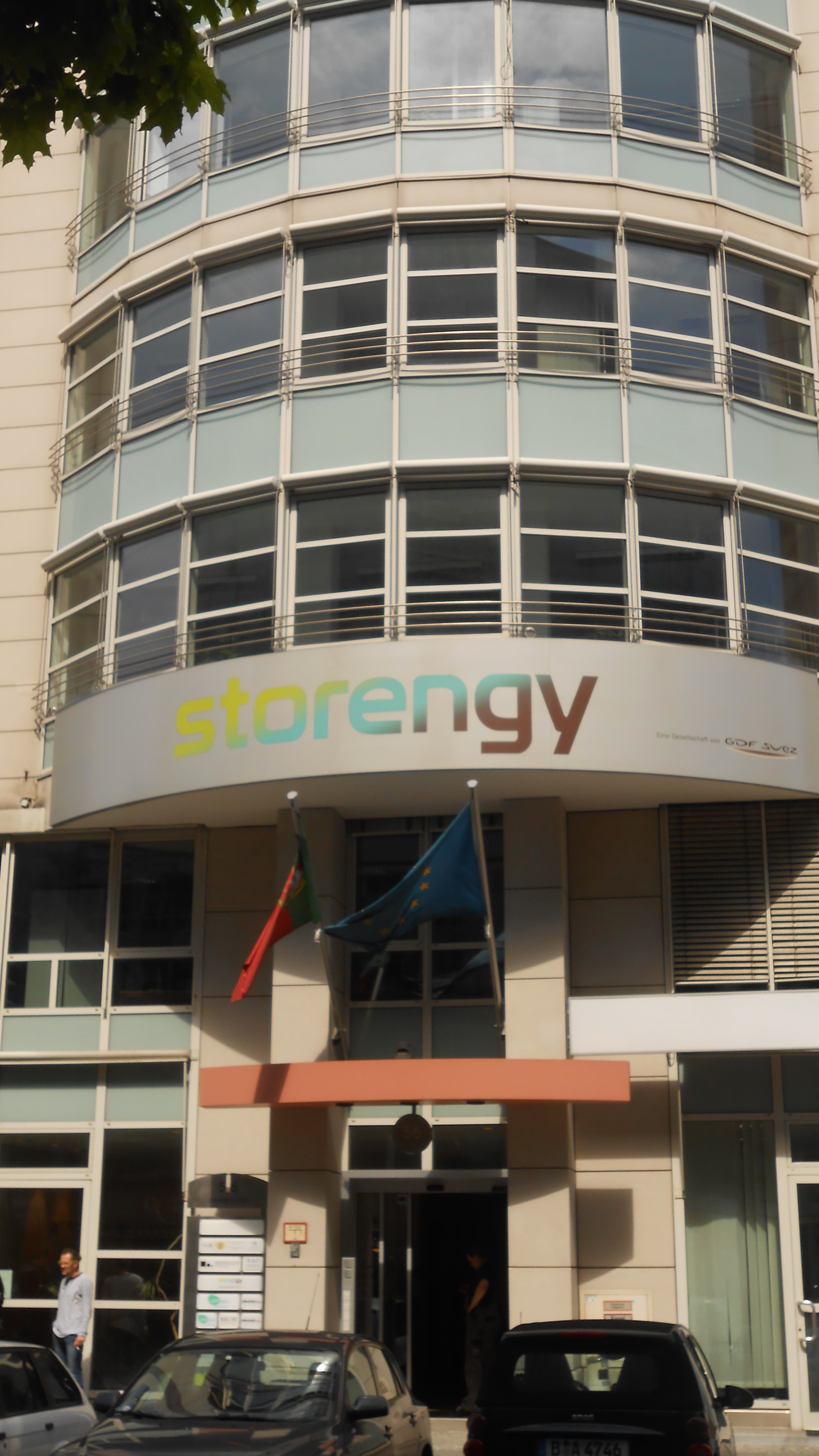
посольство Португалии
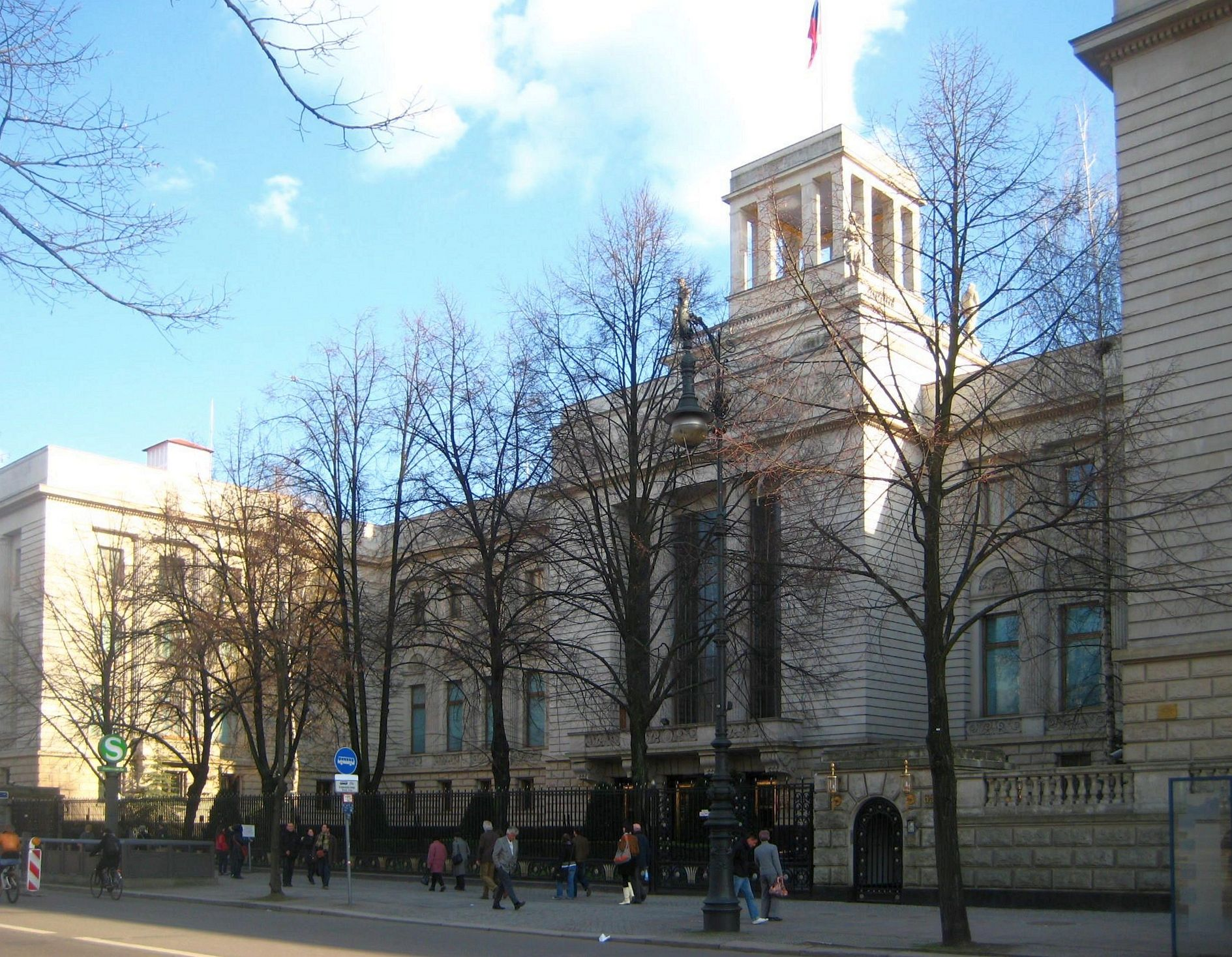
Посольство России
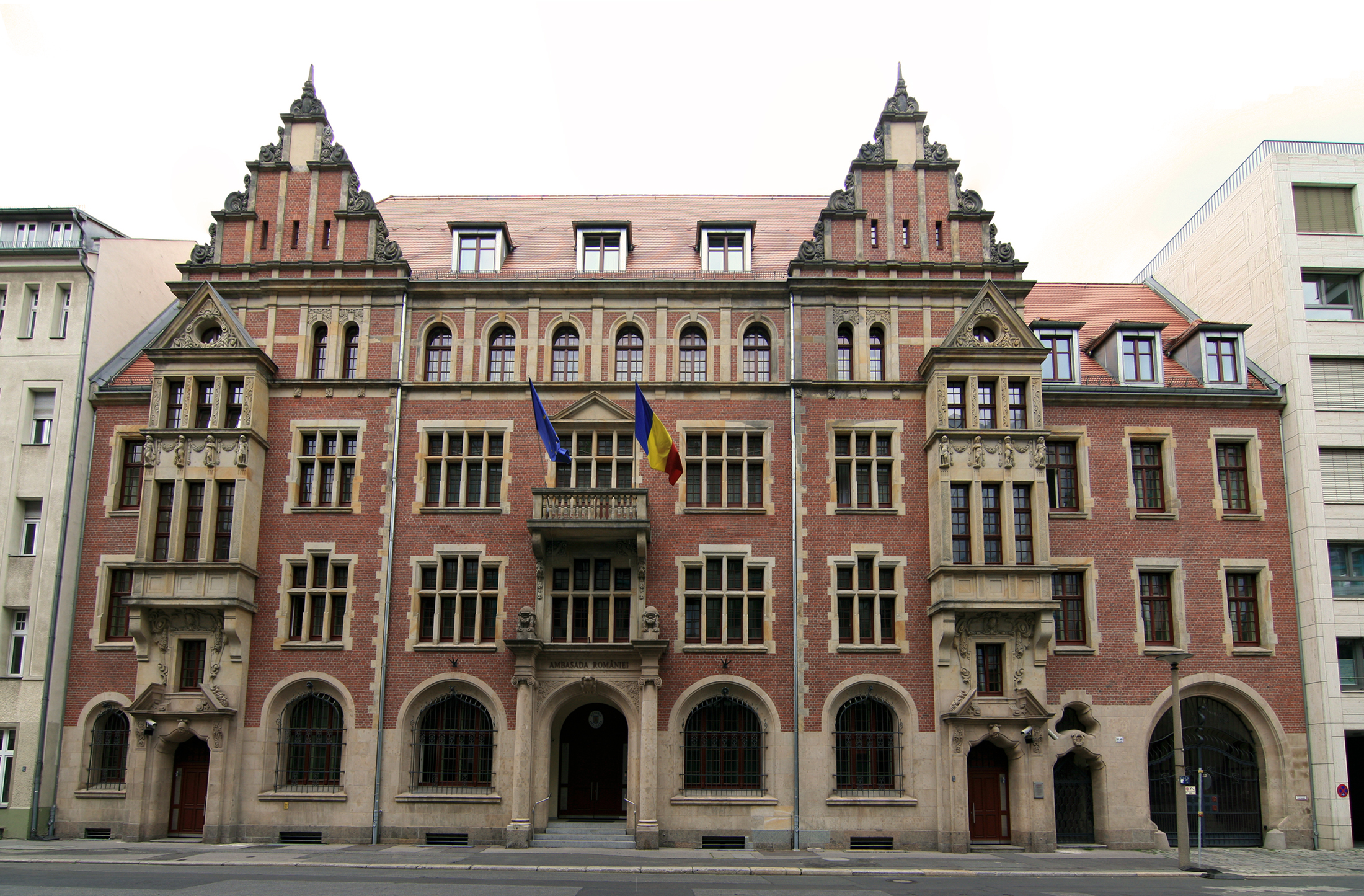
Посольство Румынии
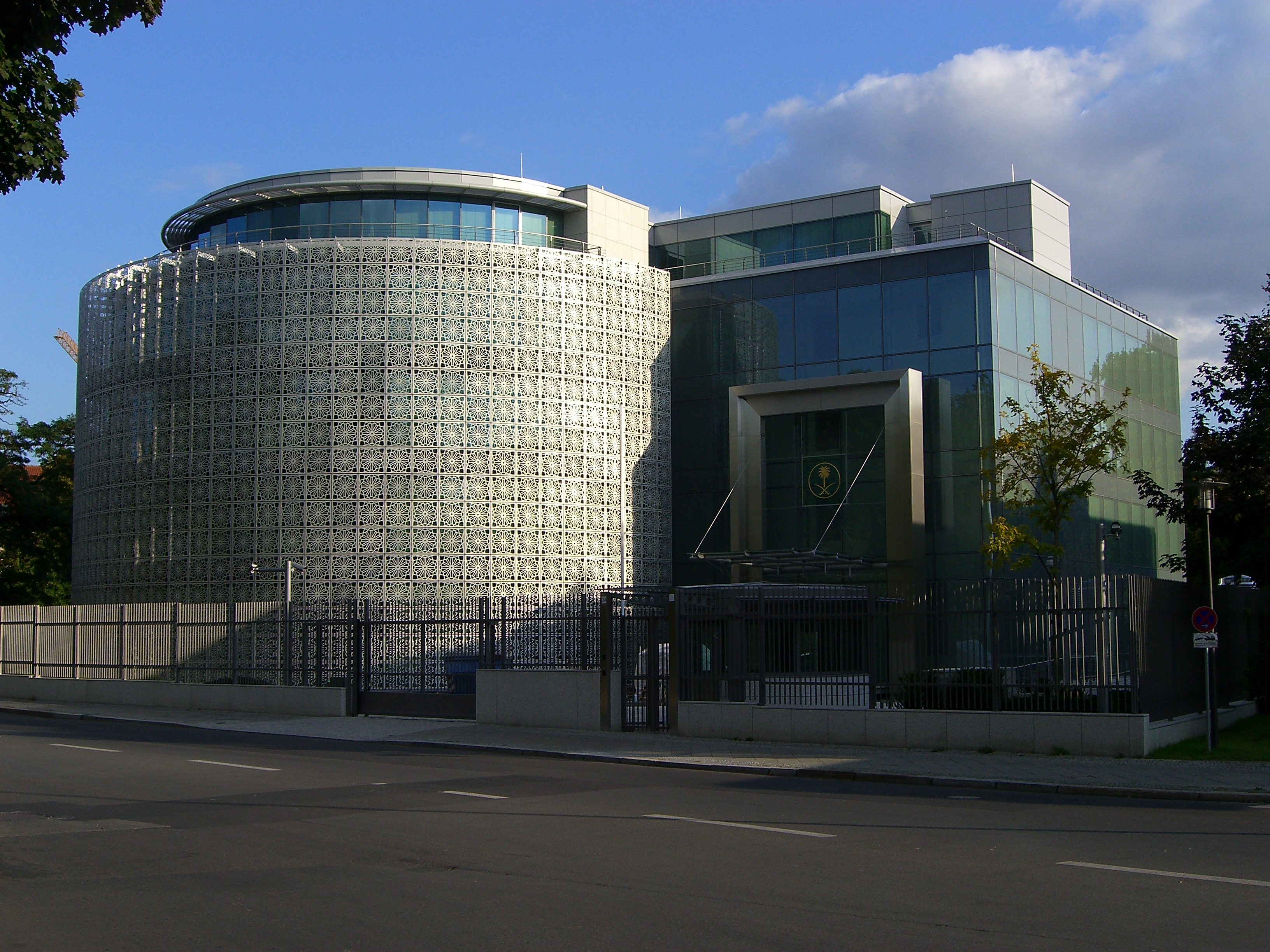
Посольство Саудовской Аравии
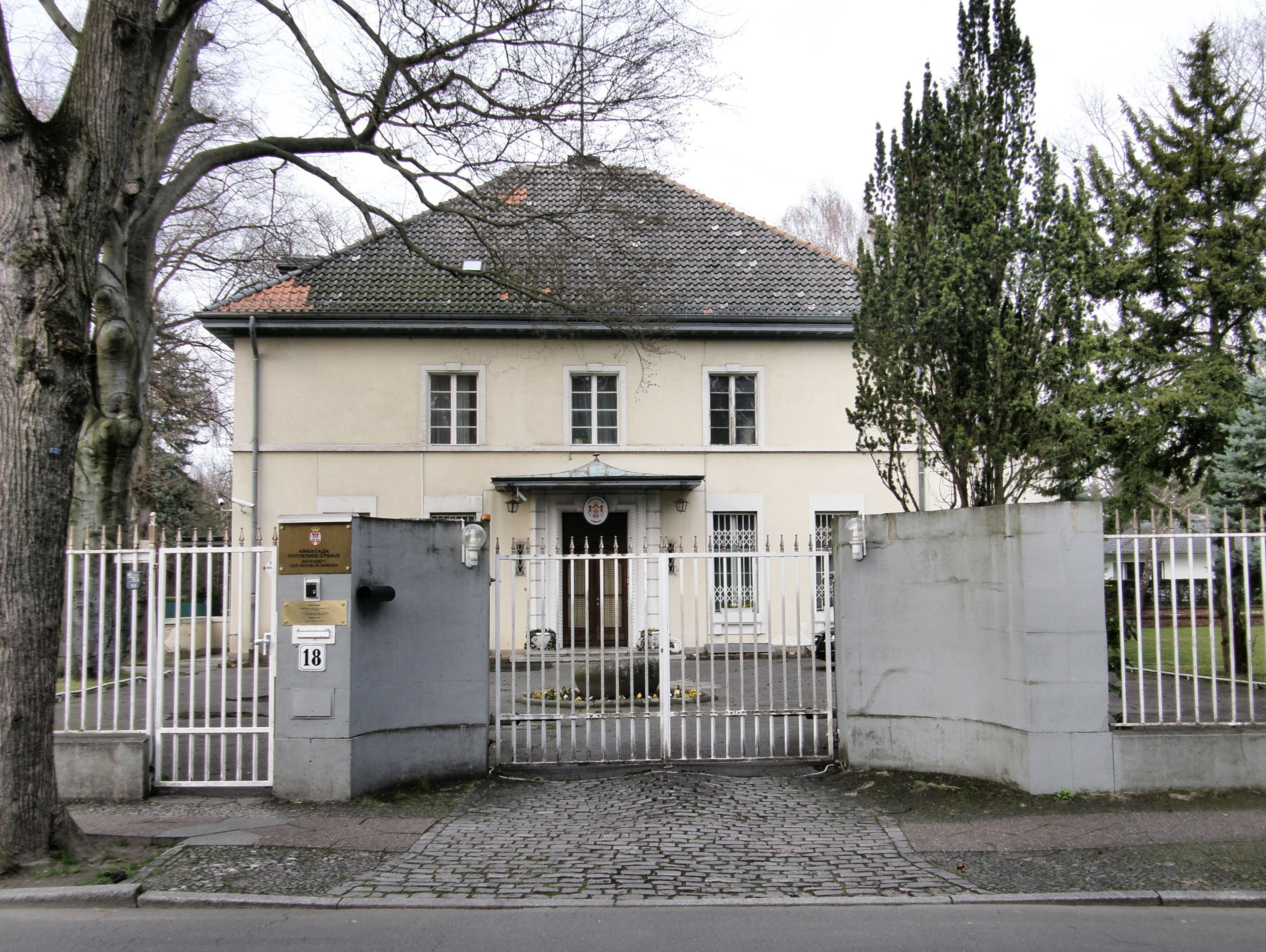
Посольство Сербии
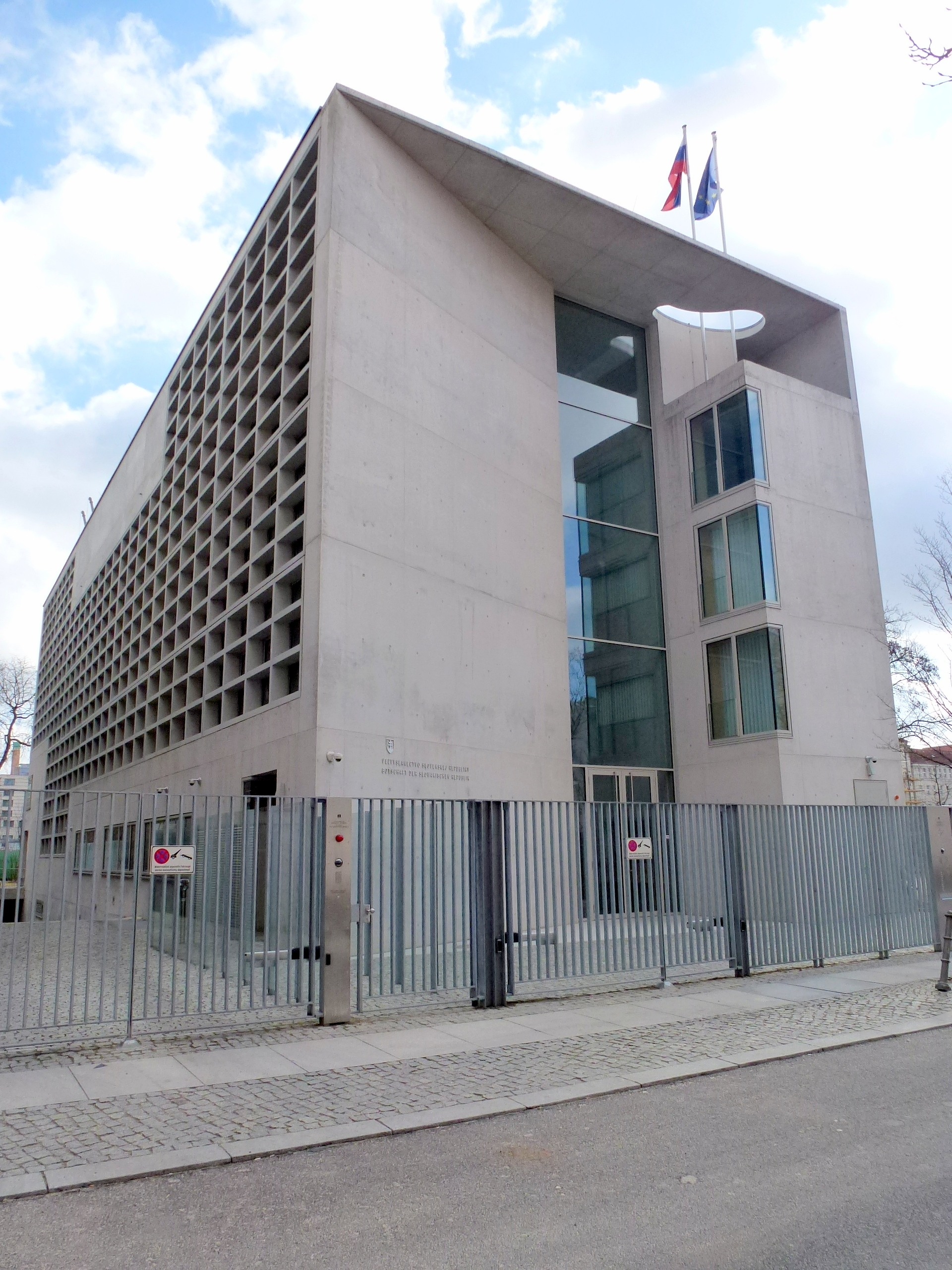
Посольство Словакии
Посольство США
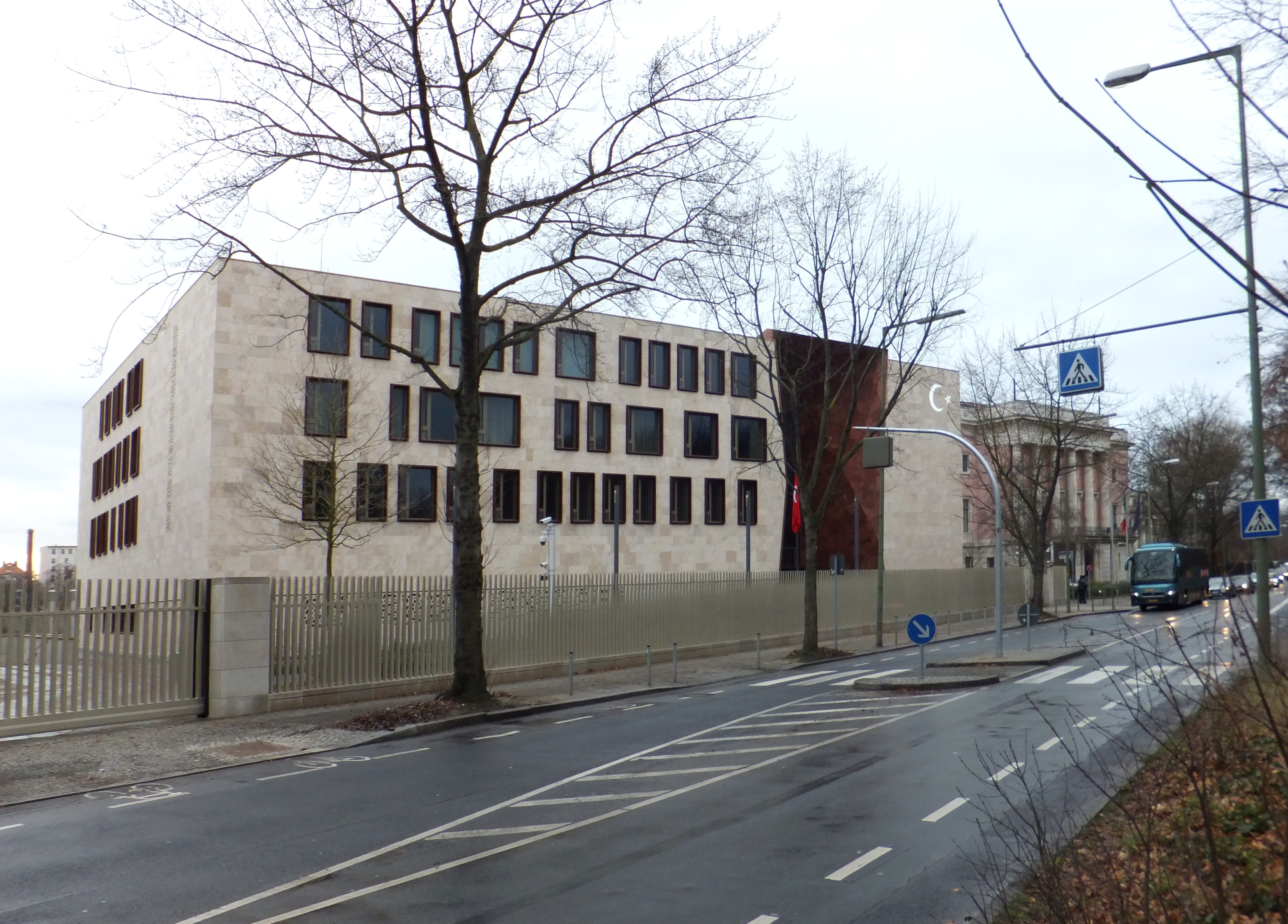
Посольство Турции
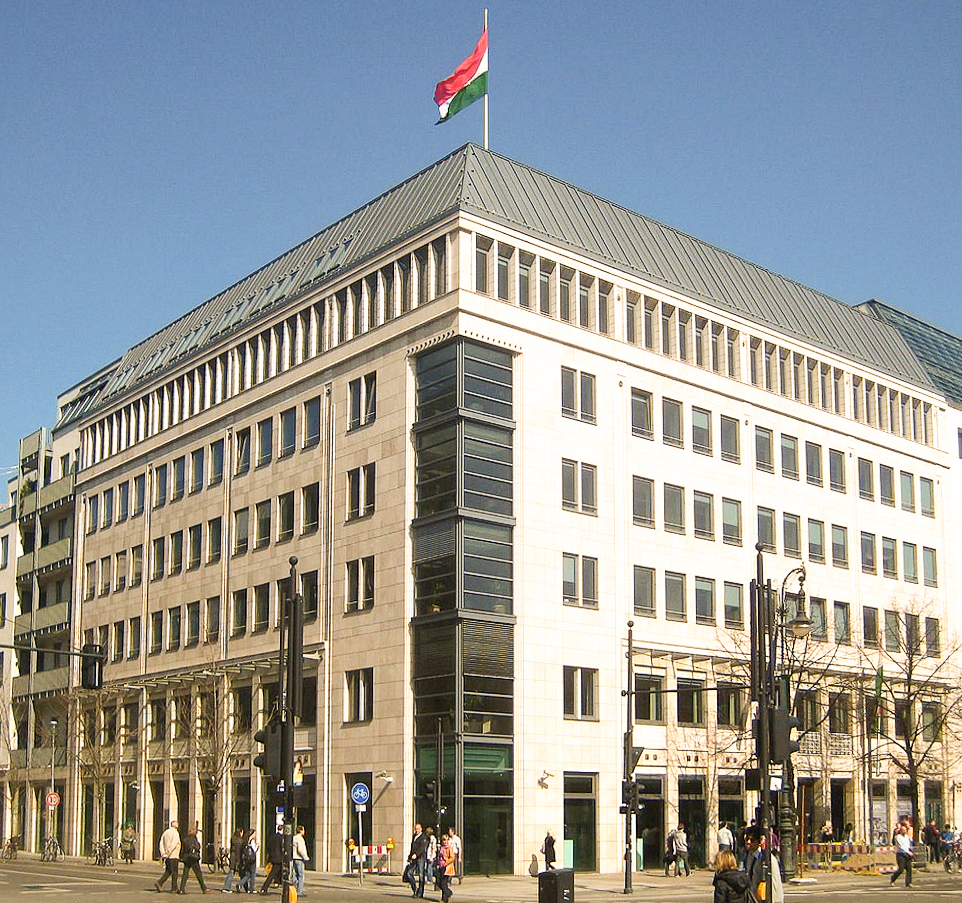
Посольство Венгрии
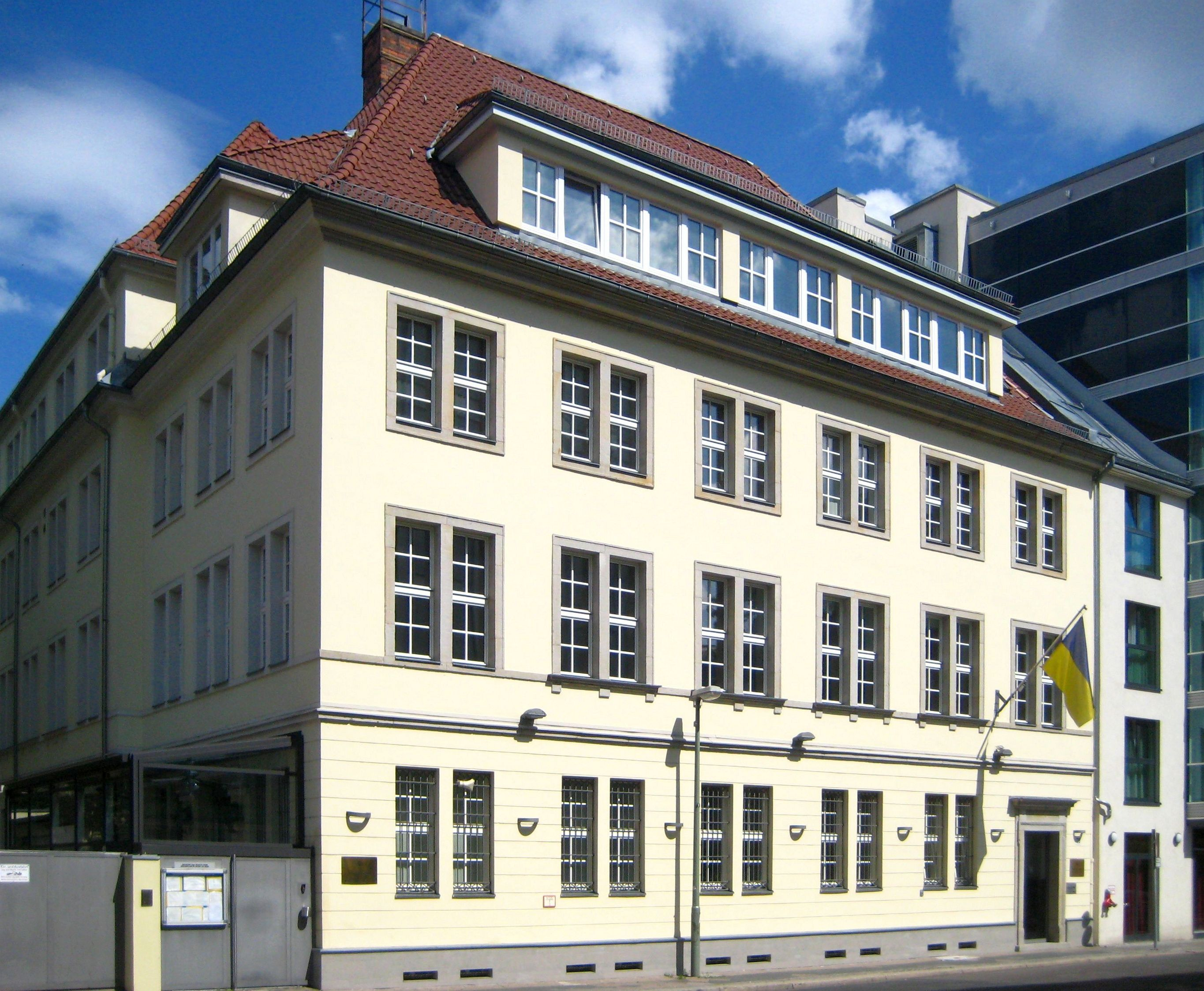
Посольство Украины
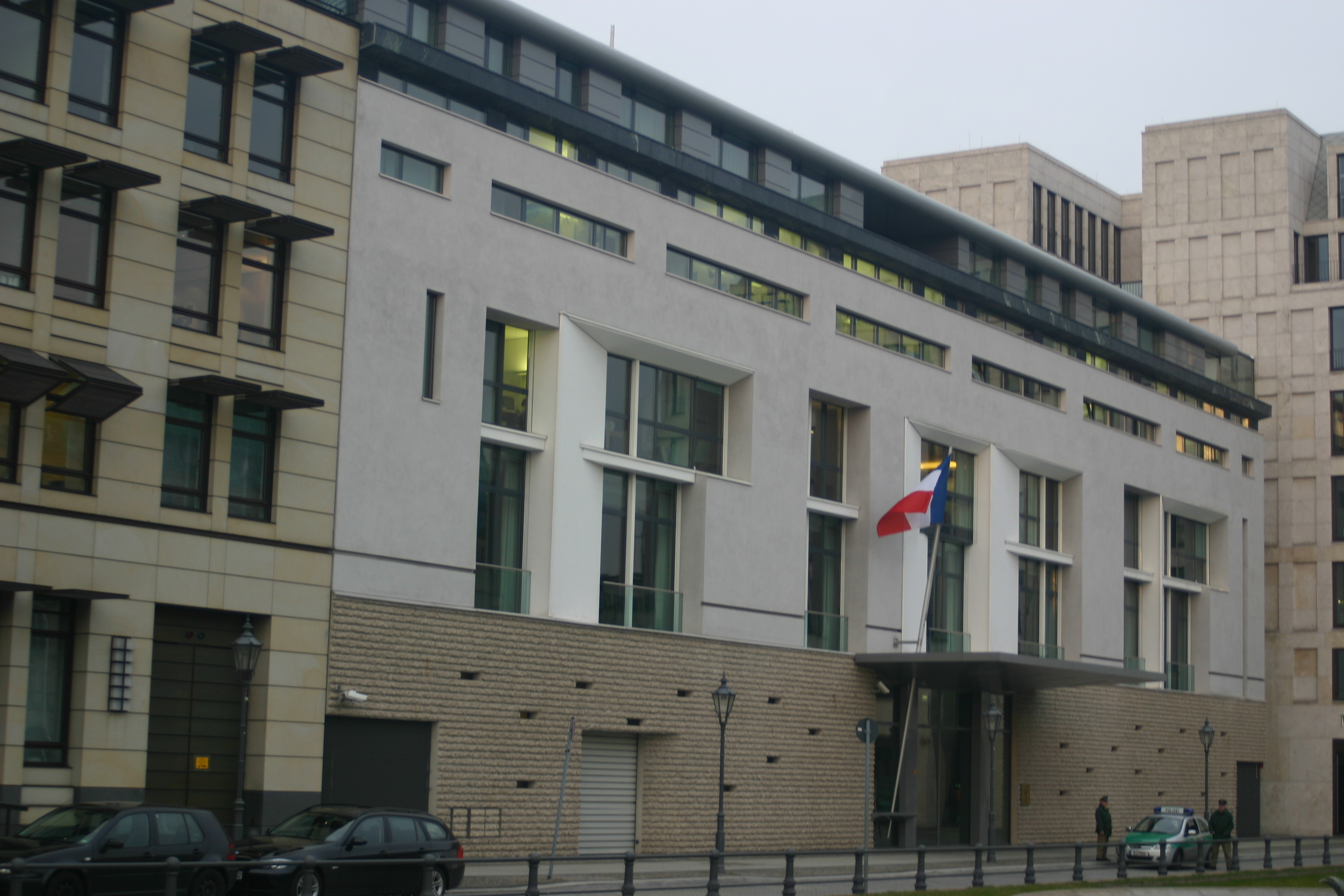
Посольство Франции
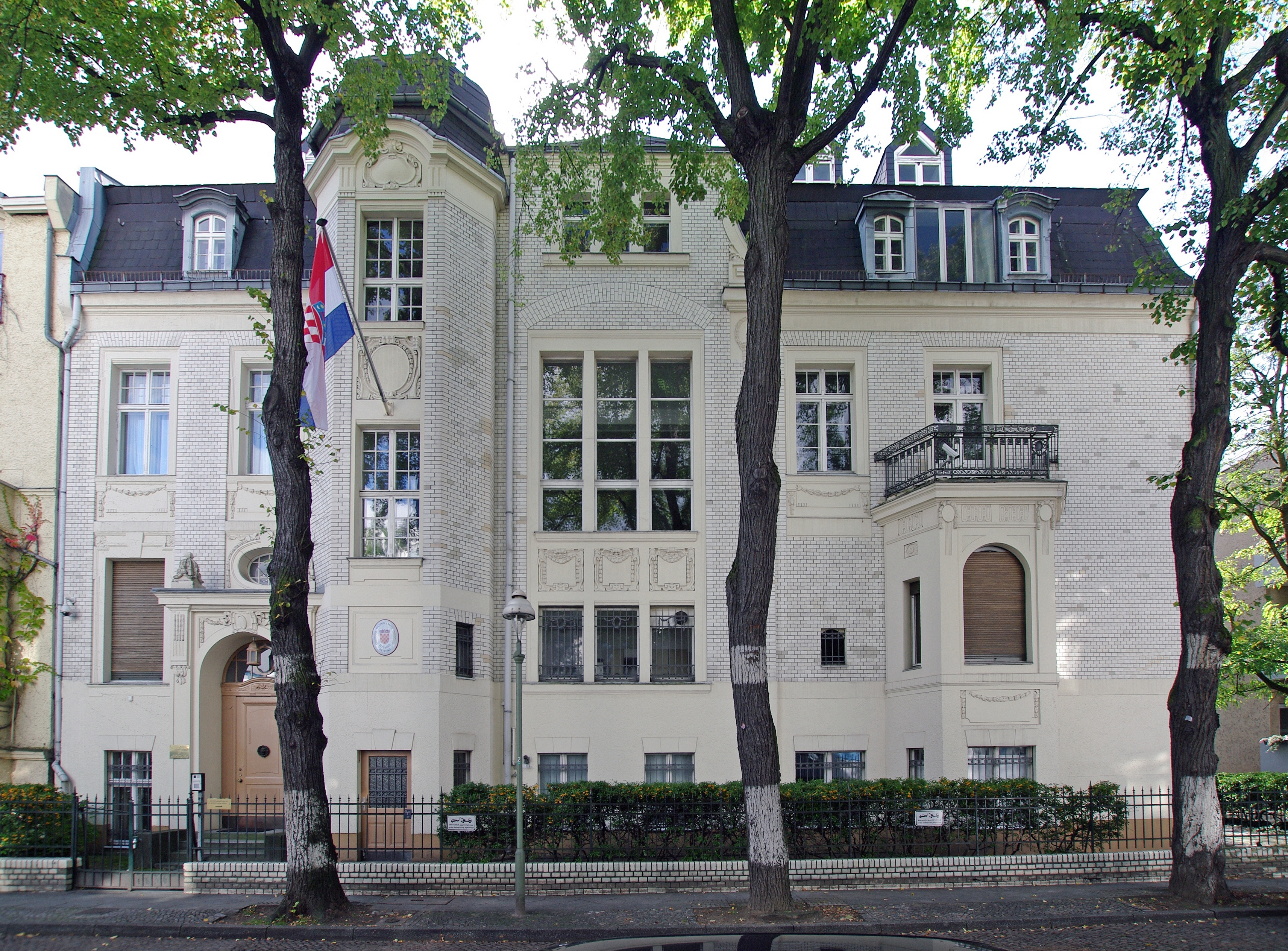
Посольство Хорватии
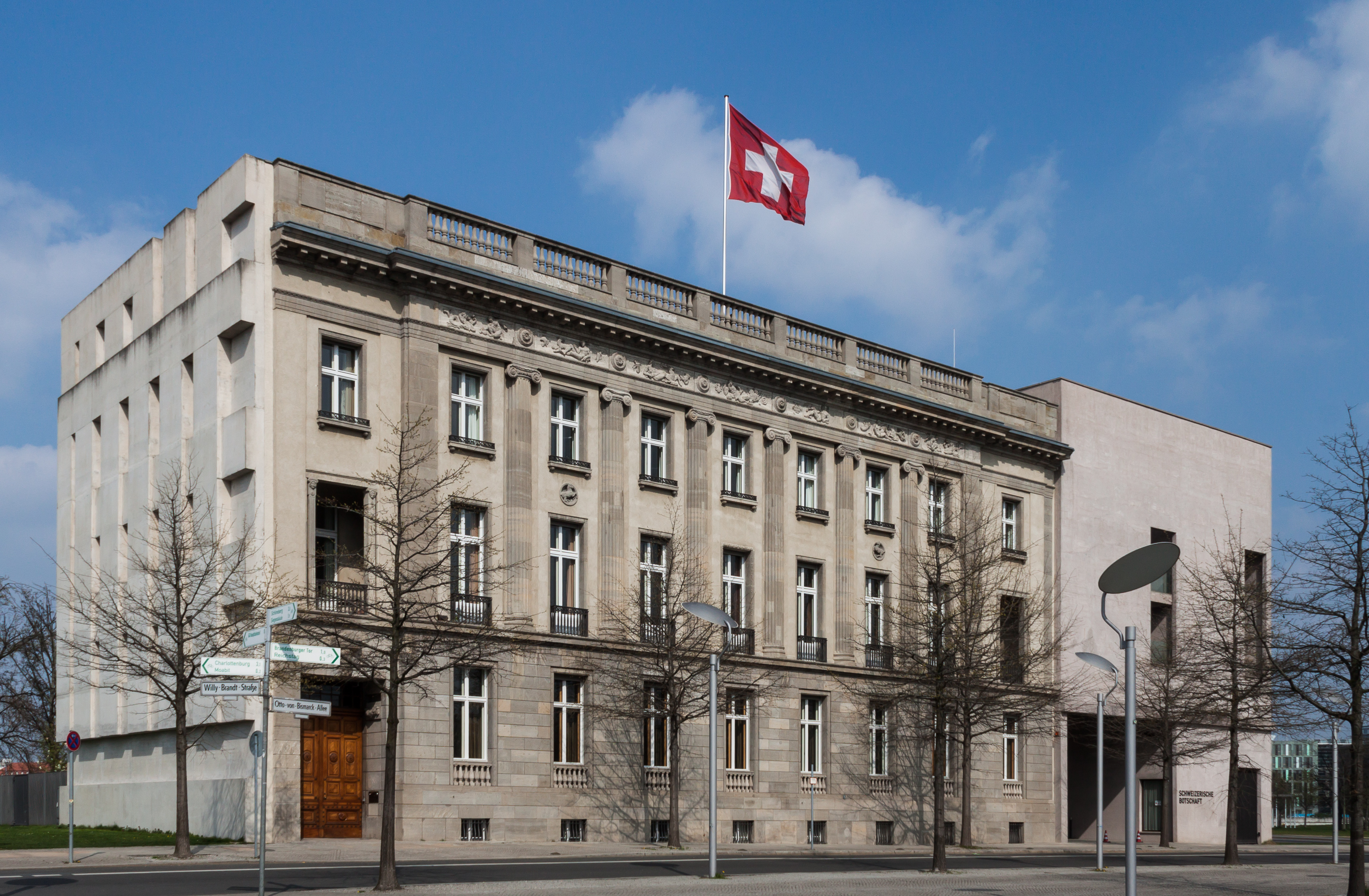
Посольство Швейцарии
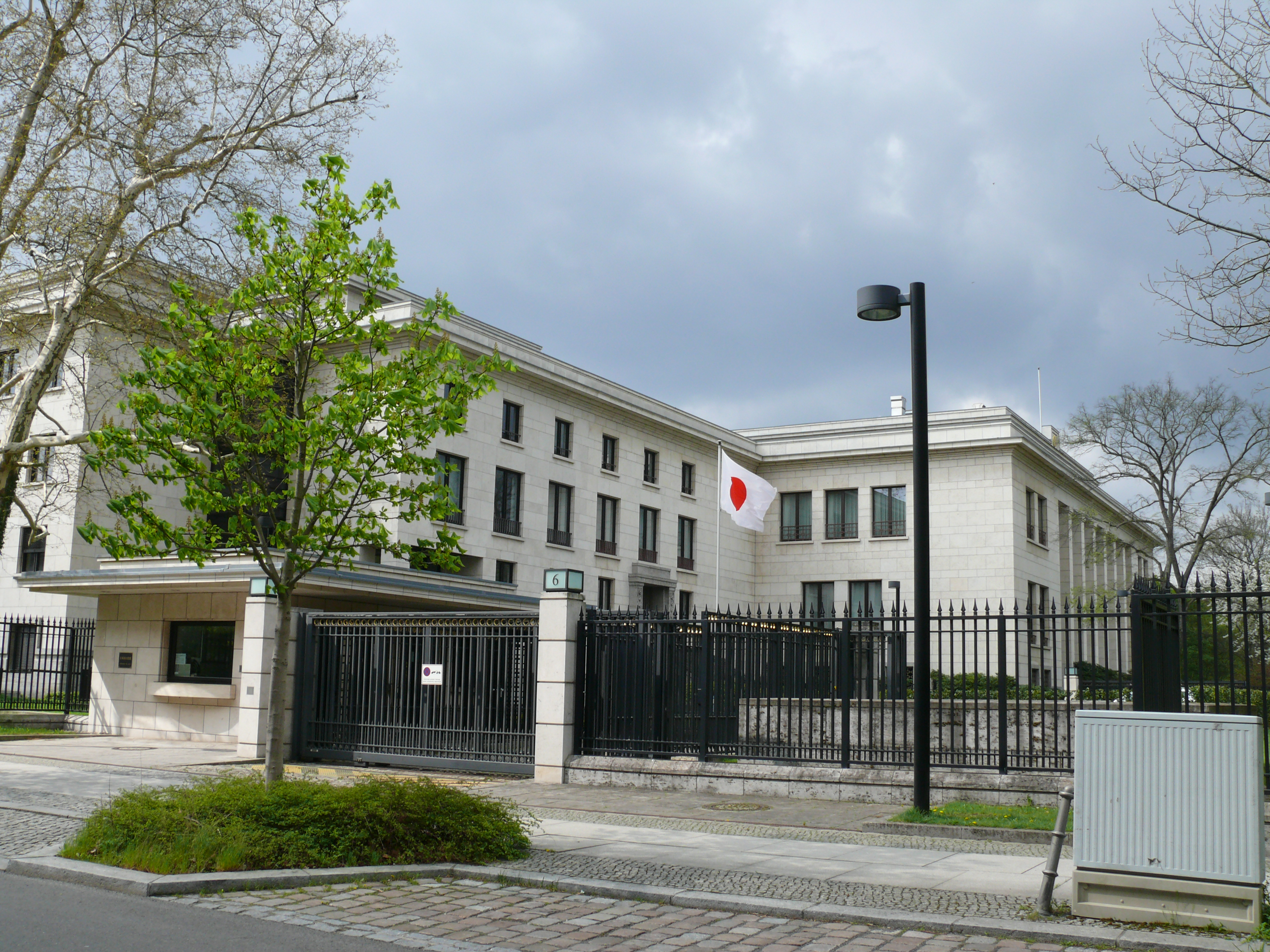
Посольство Японии